# داچیا ساندرو
داچیا ساندرو (به انگلیسی: Dacia Sandero، تلفظ به‌صورت ساندِه-رو) یک خودروی کامپکت کوچک/سوپرمینی (سگمنت بی) است که به طور مشترک توسط شرکت فرانسوی رنو و زیرمجموعه رومانیایی آن، داچیا از سال ۲۰۰۷ تولید و به بازار عرضه می‌شود که در حال حاضر در نسل سوم خود قرار دارد. این خودرو همچنین در بازارهای خاصی مانند روسیه، آمریکای جنوبی، ایران، مصر و کشورهای جنوب صحرای  آفریقا با نام رنو ساندرو به بازار عرضه شده است.

## نسل اول (B90)

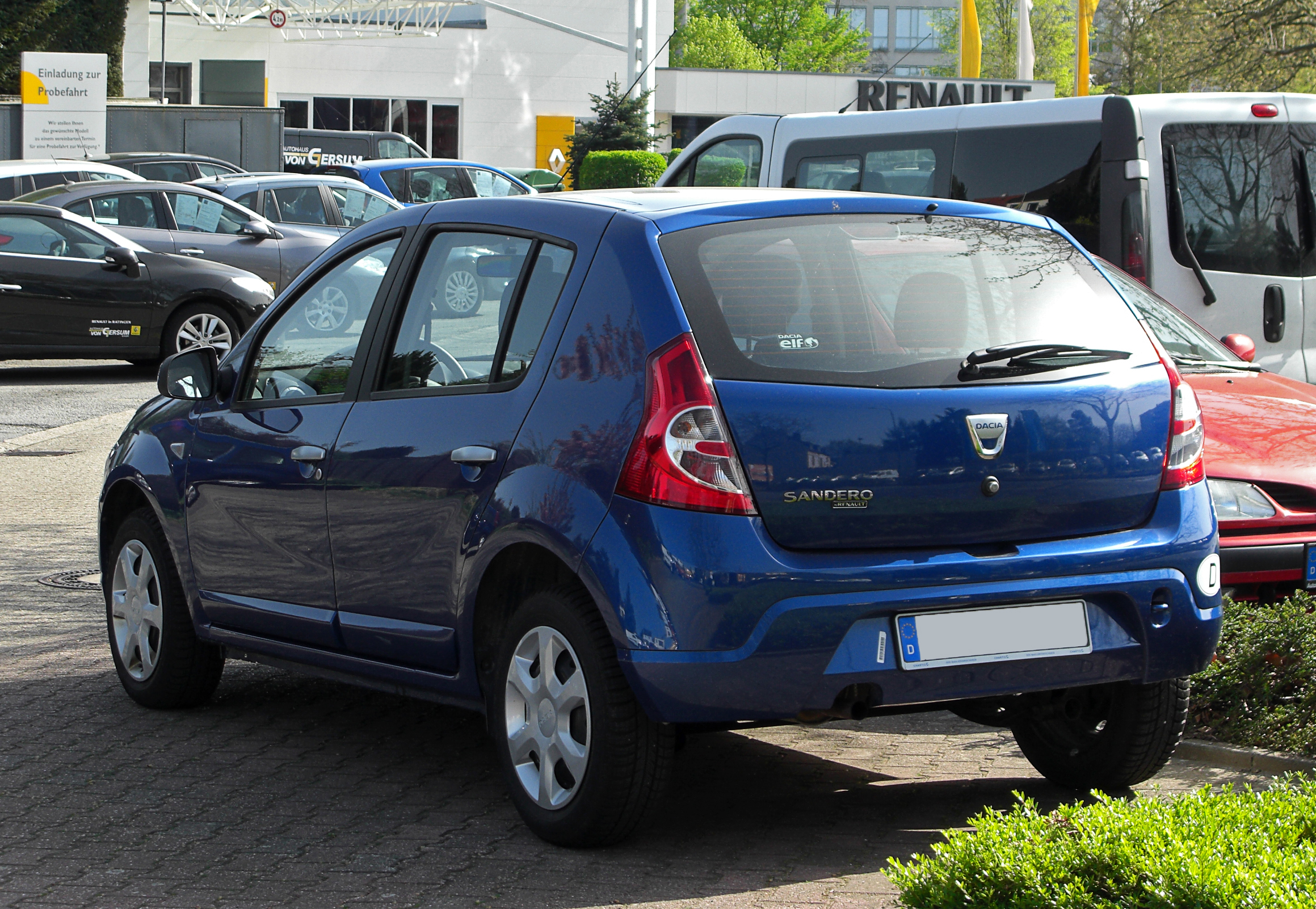
نمای پشت ساندرو نسل یک

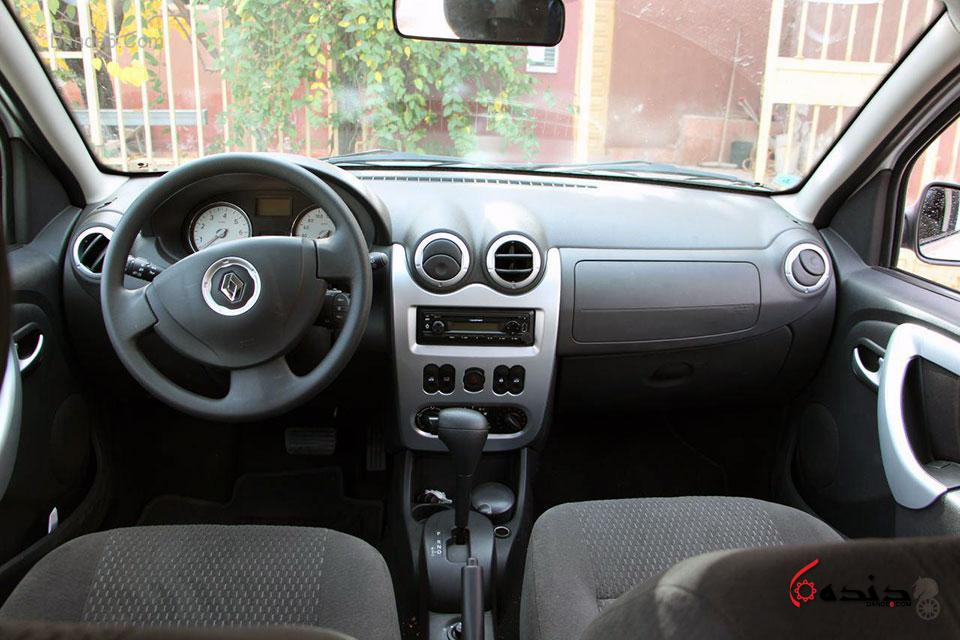
نمای داخلی

نسل اول رنو ساندرو در مرکز پژوهشی تکنوسنتر رنو و با همکاری مراکز مهندسی برزیل و رومانی طراحی توسعه داده شده است؛ تکنوسنتر (Technocentere) نام مرکز تحقیقاتی رنو در نزدیکی پاریس است که خودروهای آینده این شرکت فرانسوی در آن طراحی می‌شوند.
نسل نخست رنو ساندرو در نمایشگاه بین‌المللی خودروی آلمان ۲۰۰۷ معرفی شد. ورود رسمی این خودرو به بازار نیز از دسامبر ۲۰۰۷ و با عرضه‌‌ در کشور برزیل آغاز شد. عرضه‌ی این خودرو در بازار اروپا نیز در ماه مارس ۲۰۰۸ با برند داچیا و در نمایشگاه خودرو ژنو آغاز شد. رنو تولید ساندرو را در فوریه ۲۰۰۹ در آفریقای جنوبی و در دسامبر ۲۰۰۹ در روسیه آغاز کرد و پس از مدتی واحد تولید آن را در کشور کلمبیا نیز راه‌اندازی کرد که خودروهای واحد یادشده، در کشورهای کلمبیا و شیلی عرضه می‌شدند. 
فروش نسل نخست رنو ساندرو در کشورهای برزیل، رومانی و کلمبیا، به‌ ترتیب تا سال‌های ۲۰۱۴، ۲۰۱۲ و ۲۰۱۵ ادامه داشت.
با این حال نسل اول رنو ساندرو (نسخه‌ی پیش از فیس‌لیفت) پس از توقف تولید در کشورهای یادشده، به ایران وارد و تولید آن از نیمه‌ی دوم سال ۱۳۹۴، توسط شرکت پارس خودرو آغاز شد. این شرکت پس از گذشت مدت کوتاهی، از آذرماه همان سال فروش خودروی یادشده را آغاز کرد. نسل اول ساندرو استپ‌وی نیز یک سال پس از ساندرو و در سال ۱۳۹۵ وارد بازار کشور شد و فروش آن از نیمه دوم همان سال آغاز شد. آن‌طور که گفته شده، بنا بود تا این خودرو در سال‌ ۱۳۹۰ در بازار ایران عرضه شود؛ با این حال با آغاز تحریم‌های علیه صنعت خودروسازی ایران پروژه تولید این خودرو به حالت تعلیق در آمد.

### پلت‌فرم
ساندرو از نظر پلت‌فرم با لوگان مشترک بوده و از همان پلت فرم X90 بنا شده که مشترک با رنو کلیو نسل دو می‌باشد. کد اتاق آن نیز B90 می‌باشد اما برخی به اشتباه آن را L90 هاچ‌بک خطاب می‌کنند در حالی که کد L90 متعلق به اتاق لوگان است.
همانند اغلب محصولات مشترک داچیا و رنو در بازارهای مختلف با برندهای رنو یا داچیا عرضه شده‌اند
در بازارهای دنیا ساندرو با لوگوی رنو یا داچیا به فروش می‌رسد و این تفاوت برند بسته به بازار هدف امری طبیعی در صنعت خودروسازی است. رنو در این خصوص می‌گوید محصولات خانواده لوگان در بازارهایی که برند داچیا به اندازه کافی مطرح نیست اما برند رنو شناخته شده‌است (همانند ایران، هند، خاورمیانه و آمریکای جنوبی)، با نام رنو تولید شده و در بازارهایی که نشان داچیا شناخته شده تر است و رنو نیز با محصولات گرانتر حضور کافی دارد، با لوگوی داچیا به تولید می‌رسد.

### مشخصات فنی
رنو ساندرو در دنیا با توجه به بازارهای مختلف با پیشرانه‌های تنفس طبیعی ۱٫۲ لیتری، ۱٫۴ لیتری و ۱٫۶ لیتری بنزینی و ۱٫۵ لیتری دیزلی ارائه می‌شود.
مدل عرضه شده در بازار ایران پیشرانه ۱٫۶ لیتری تنفس طبیعی بنزینی K4M رنو سود می‌برد؛ که این پیشرانه مشترک با خودروهای مگان ۱۶۰۰ و رنو سیمبل و رنو کلیو نسل ۲ و ۳ می‌باشد.
این پیشرانه توانایی تولید ۱۰۵ اسب بخار در ۵۷۵۰ دور در دقیقه را دارد
سیستم دندهٔ نسخه عرضه شده در ایران در دو نوع ۵ دنده به صورت دستی (JH3)یا (JHQ) و همچنین ۴ دنده اتوماتیک (AL4 DP2) است.

### فیس‌لیفت

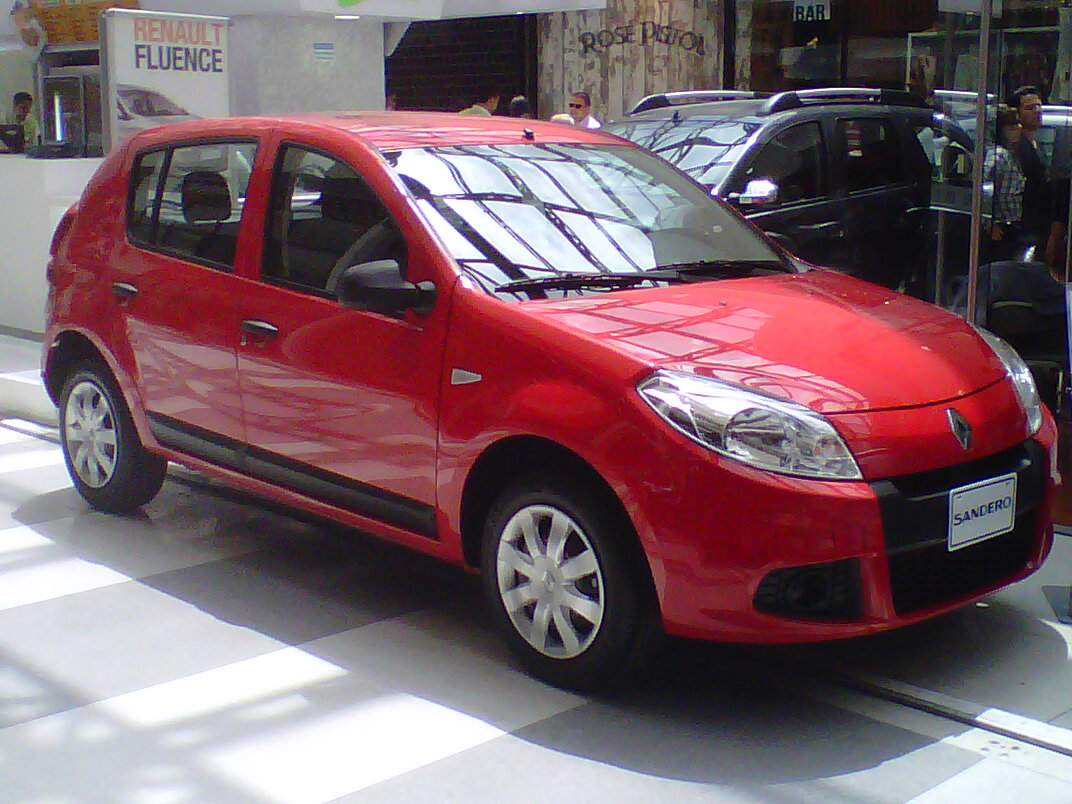
رنو ساندرو (فیس‌لیفت، کلمبیا)

رنو در ماه مه ۲۰۱۱، نسخه فیس‌لیفت‌شده‌ای از ساندرو را با تغییراتی در ظاهر و کابین آن، روانه بازار برزیل کرد. این کمپانی فرانسوی اوایل سال ۲۰۱۲، نسخه فیس‌لیفت‌شده ساندرو را با تغییراتی در موقعیت قفل درها و کیسه‌ی هوای سرنشین جلو وارد بازار کلمبیا کرد. 

### ایمنی
نسل اول ساندرو در تست سال ۲۰۰۸ یورو ان‌سی‌ای‌پی ۳ ستاره ایمنی از ۵ ستاره در ایمنی بزرگسالان، ۴ ستاره از ۵ ستاره در حفاظت از کودکان و ۱ ستاره از ۴ ستاره در برخورد با عابر پیاده را در کلاس سوپرمینی‌ها کسب کرده‌است.  همچنین در سال ۲۰۱۲، مدل پایه و بدون ایربگ ساندروی عرضه شده در بازار آمریکای جنوبی توسط مؤسسه لاتین ان‌سی‌ای‌پی مورد آزمون قرار گرفت و ۱ ستاره از ۵ ستاره در ایمنی بزرگسالان و ۲ ستاره از ۵ ستاره در حفاظت از کودکان دریافت کرد.‌
سیستم ترمز خودرو توسط شرکت ATE آلمان طراحی و ساخته شده‌است. در محور جلو از نوع دیسکی خنک شونده و در عقب کاسه‌ای است
دارای سیستم‌های ABS چهار کاناله و EBD (توزیع الکترونیکی نیروی ترمز) و EBA (کمک ترمز اضطراری) می‌باشد.
بر اساس بازارها بین ۲ یا ۴ ایربگ از نوع SRP قابل سفارش است.
بر اساس بازارها سیستم کنترل پایداری ESP قابل سفارش است.

### تجهیزات
رنو ساندرو در بازارهای مختلف با سطح تجهیزات متفاوتی بسته به سطح مشتریان عرضه می‌گردد ولی آنچه واضح است کمبود تجهیزات در مدل‌های مختلف این خودرو در مقایسه با هم رده‌های قیمتی آن در دنیاست ولی با این وجود از جمله تجهیزات کامل‌ترین آن می‌توان به موارد زیر اشاره نمود:
چهار شیشه برقی، آینه‌های برقی مجهز به گرمکن، کامپیوتر سفری (اطلاعات مصرف سوخت و مسافت و سرعت)، مه‌شکن جلو و عقب، چراغ جلو با قابلیت تنظیم ارتفاع، سیستم صوتی با ۴ عدد بلندگو، صندلی‌های تاشوی عقب و سیستم ضد سرقت قفل مرکزی برقی اشاره نمود.
در برخی بازارها مانند روسیه و آمریکای لاتین گرمکن صندلی‌های جلو و سیستم کنترل پایداری و ایربگ‌های جانبی فرمان چرم سیستم پاور ویندوز در نسخه فول آپشن به مشتریان ارائه می‌شود.

### کیفیت
محصولات رنو در ایران به کیفیت و دوام مشهور هستند که یکی از مهمترین علت‌ها حضور مستقیم نمایندگان رنو در سازمان رنو پارس برای بررسی و کنترل و تأیید کیفیت محصولات مونتاژی رنو است. برخلاف پژو که در سال‌های قبل از ۹۲ وظیفه کنترل کیفیت را به خود شرکت ایران خودرو سپرده بودند که نتیجه آن افت کیفیت محصولات به دلیل استفاده از قطعات و مواد ارزان قیمت توسط شرکت ایران خودرو بود.
از بهمن سال ۱۳۹۴، نسل اول رنو ساندرو در شرکت پارس خودرو در ایران تولید شد.
تفاوت دو تیپ متفاوت عرضه شده در ایران در زه و دستگیره درها و آینه‌های به رنگ مشکی در مدل دستی و زه و دستگیره و آینه‌های هم رنگ بدنه در مدل اتومات است.

### ساندرو استپ‌وی
رنو دو برزیل، که زیرمجموعه برزیلی خودروساز فرانسوی رنو است، در اکتبر ۲۰۰۸ کراس‌اوور استپ‌وی مبتنی بر ساندرو را، ده ماه پس از عرضه ساندرو در آنجا عرضه کرد. استپ وی برزیلی دارای موتور ۱۶ سوپاپ ۱٫۶ لیتری ۱۱۲ اسب بخار متری (۸۲ کیلووات) Hi-Flex با قابلیت‌های بیو اتانول است و در برزیل، کلمبیا، آرژانتین و مکزیک به بازار عرضه می‌شد.
نسخه اروپایی، که در ۷ مه ۲۰۰۹ در نمایشگاه بین‌المللی خودرو بارسلونا با نام تجاری داچیا رونمایی شد، تا سپتامبر ۲۰۰۹ در بیشتر بازارهای اروپایی در دسترس بود. داچیا ساندرو استپ‌وی با موتور ۱٫۶ لیتری بنزینی ۹۰ اسب بخار متری (۶۶ کیلووات) و موتور ۱٫۵ لیتری دیزلی dCi ۷۰ اسب بخار متری (۵۱ کیلووات) عرضه شد.
ساندرو استپ‌وی به لحاظ ظاهری شباهت زیادی به رنو ساندرو استاندارد دارد اما در عرض و ارتفاع کمی بزرگتر شده‌است. همچنین به لحاظ نمای ظاهری نیز استپ‌وی با تغییراتی در رنگ‌بندی سپرها و دور گلگیرها، فلاپ نقره‌ای رنگ در زیر سپر جلو و جلوپنجره و رکاب و دستگیره‌های کرومی نسبت به ساندروی معمولی زیباتر جلوه می‌کند. استپ‌وی که بر روی پلتفرم تندر ۹۰ ساخته شده به لحاظ ایمنی از وضعیت مطلوبی برخوردار است.
این خودرو از لحاظ فنی چیز منحصر به فردی ندارد و با همان موتورهای ساندرو معمولی عرضه می‌شود. به یاد داشته باشید که استپ‌وی یک خودروی کامپکت شهری با مصرف سوخت پایین است که بدون تغییرات اساسی در بدنه به یک کراس‌اوور کوچک تبدیل شده‌است. با این وصف نباید از چنین خودرویی انتظار آفرود را داشته باشید.

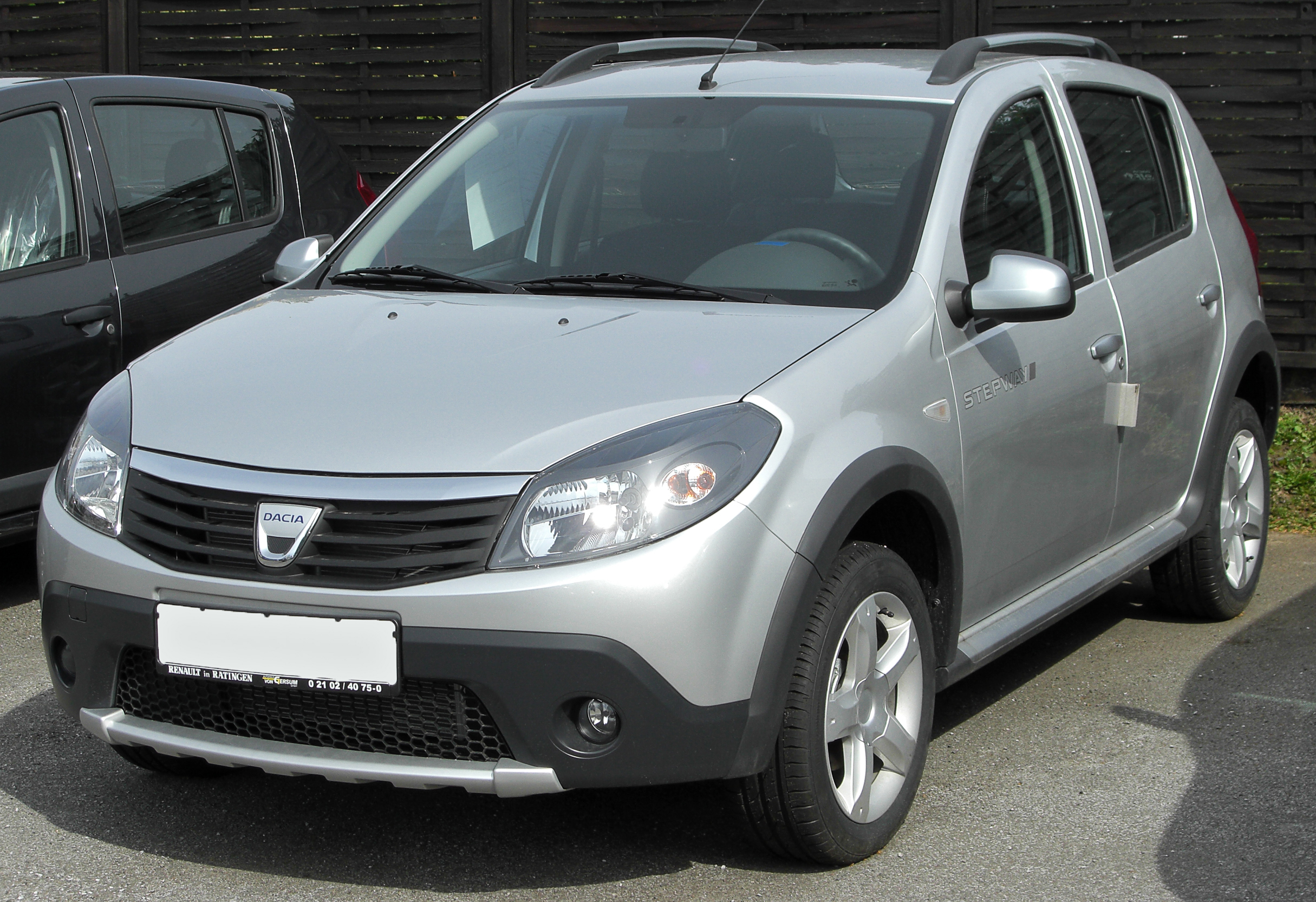
داچیا ساندرو استپ‌وی
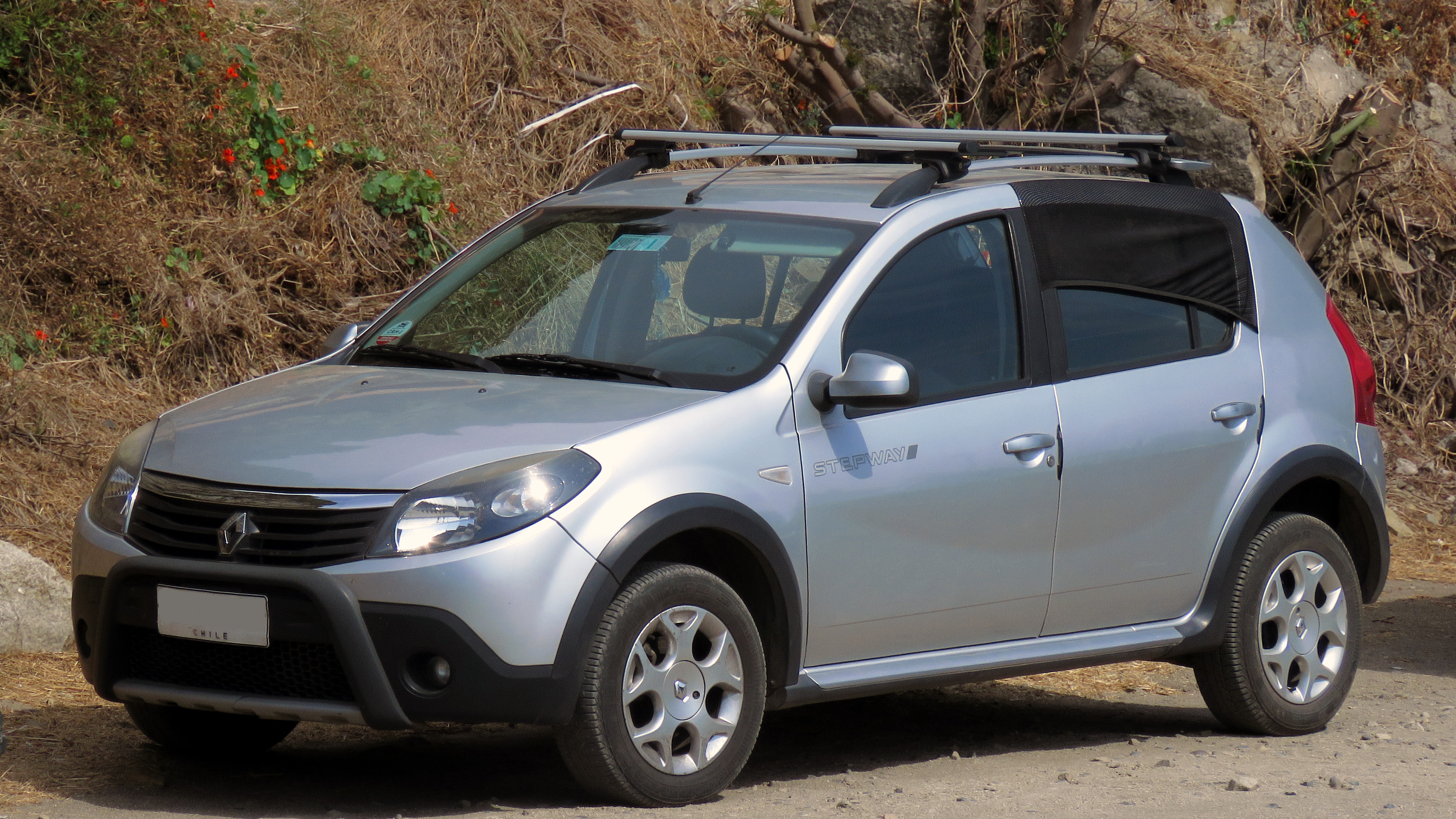
رنو ساندرو استپ‌وی
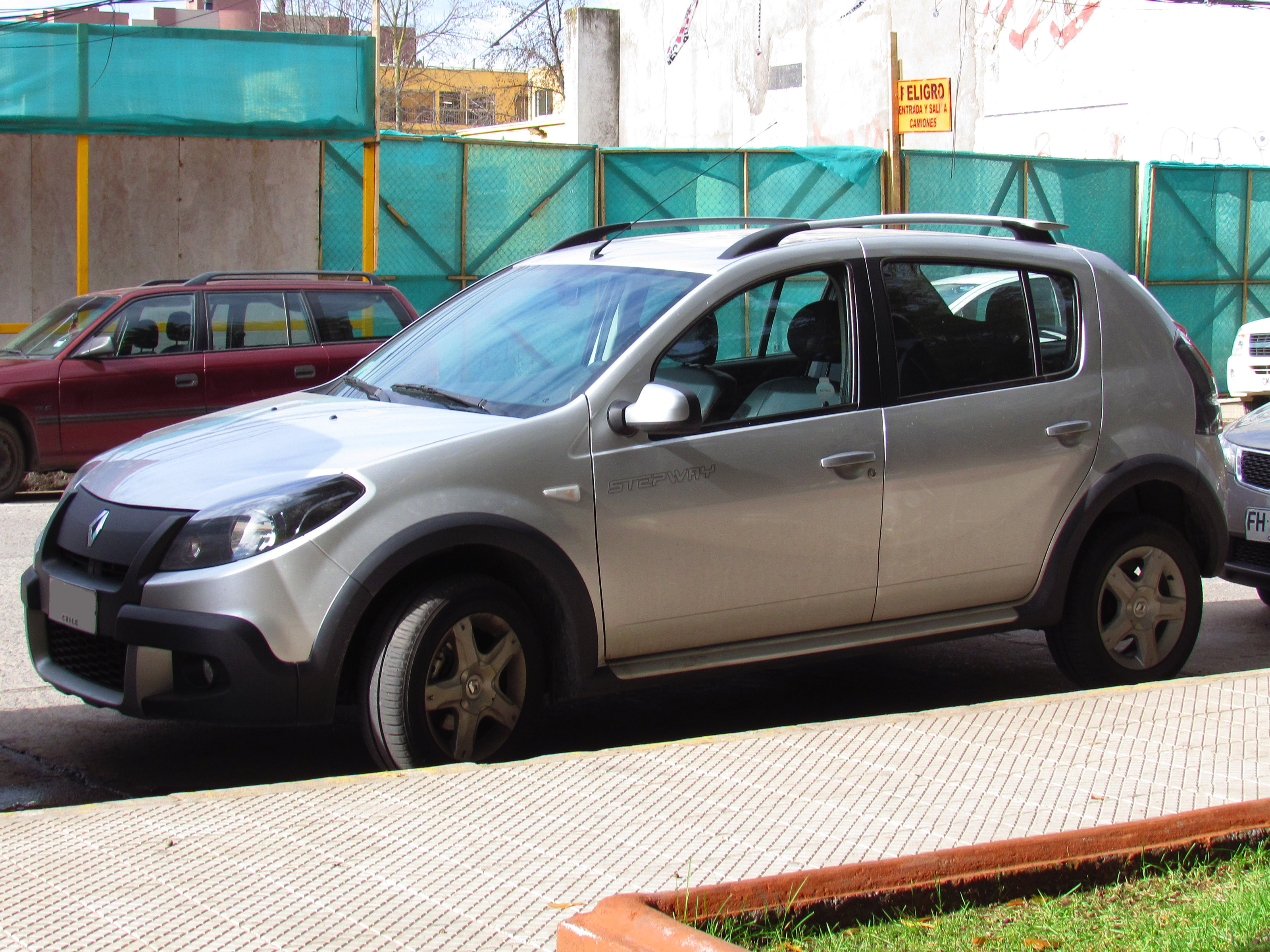
رنو ساندرو استپ‌وی (فیس‌لیفت)

## نسل دوم (B52)

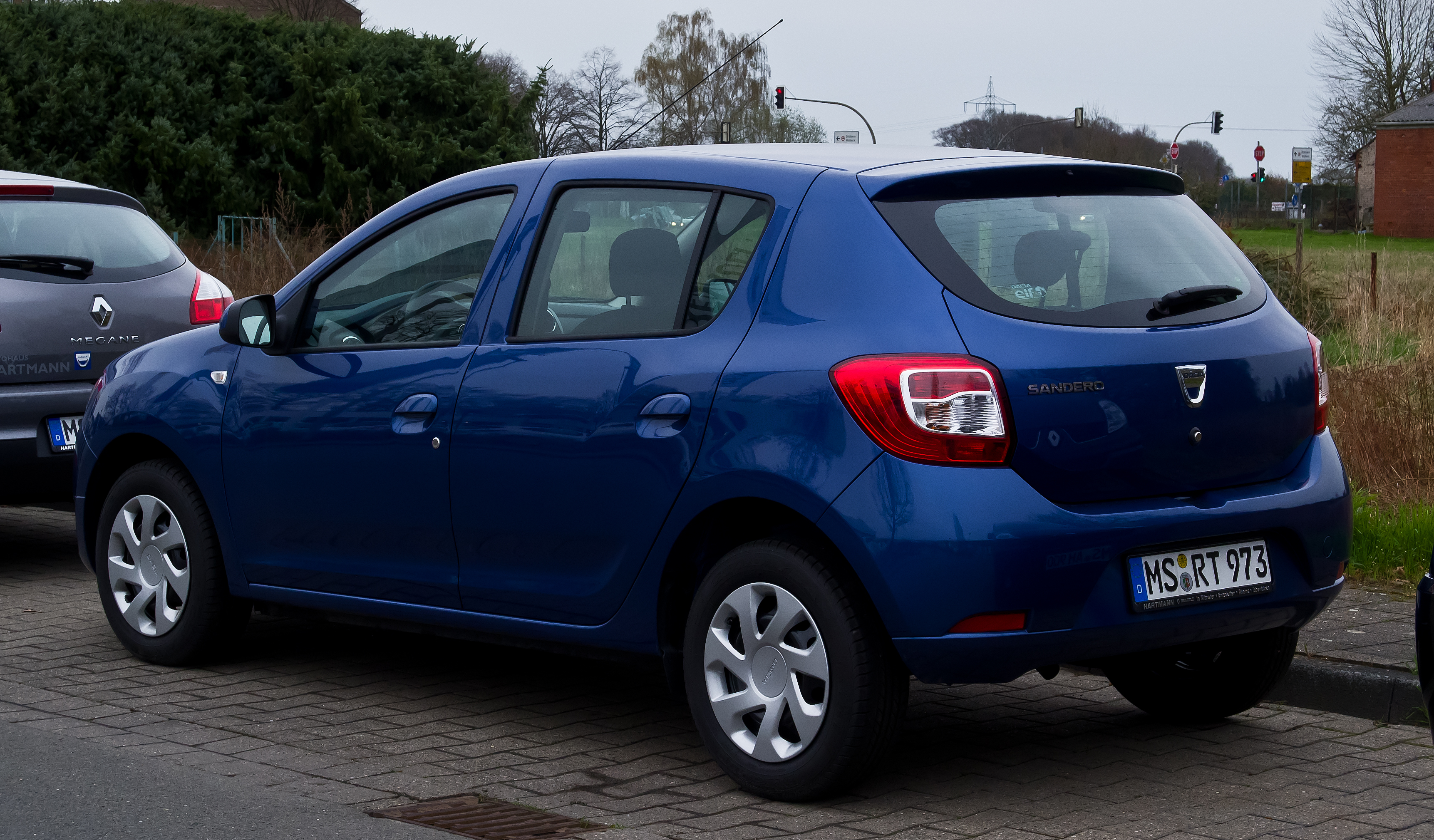
نمای پشت ساندرو نسل دو

نسل دوم ساندرو توسط جوزف الیس طراحی شده و توسط داچیا در نمایشگاه خودروی پاریس ۲۰۱۲ معرفی شد. این خودرو در دو مدل معمولی و کراس‌اوور (با نام استپ‌وی) عرضه شد. تصاویر مدل‌های هاچ‌بک و مینی کراس‌اوور نیز در ماه‌های ژوئن، ژوئیه و سپتامبر همان سال در بدنه پوشش شده فاش شد. برداشت‌های CGI از مدل جدید نیز توسط مجله‌های اتو بیلد و زا رولم منتشر شد.
تصاویر رسمی ساندروی جدید در تاریخ ۱۷ سپتامبر ۲۰۱۲ توسط داچیا منتشر شد. این خودرو از نظر طراحی بیرونی به داچیا لوگان و داشبورد آن به داچیا لاجی شبیه است.

### تولید و عرضه
در رومانی می‌شد از اول اکتبر ۲۰۱۲ در نمایندگی‌ها ساندرو و ساندرو استپ‌وی جدید را سفارش داد‌. این نسل از ساندرو همچنین در بازار بریتانیا نیز در دسترس قرار گرفت؛ جایی که از سال ۲۰۱۳ در نمایندگی‌ها به داستر پیوست و تبدیل به مقرون به صرفه‌ترین خودروی بازار شد.
در ژوئن ۲۰۱۴، این خودرو به عنوان رنو ساندروی جدید در برزیل عرضه شد. در برزیل، رنو دو برزیل علاوه بر تأمین نیاز بازار محلی، نیاز سایر کشورهای آمریکای جنوبی را نیز تأمین می‌کند. فروش ساندرو در روسیه در سپتامبر ۲۰۱۴ آغاز شد. ساندرو در این کشور با برند رنو و به صورت محلی در کارخانه آوتوواز مونتاژ می‌شد.
این نسل از ساندرو در میوه، رومانی (در نزدیکی پیتشتی) برای بازارهای فرمان راست مانند انگلستان، ایرلند، قبرس و آفریقای جنوبی (به عنوان رنو ساندرو) تولید می شود. این خودرو همچنین از ابتدای سال ۲۰۱۶ در الجزایر، و توسط رنو الجزایر برای بازار محلی تولید می‌شود.

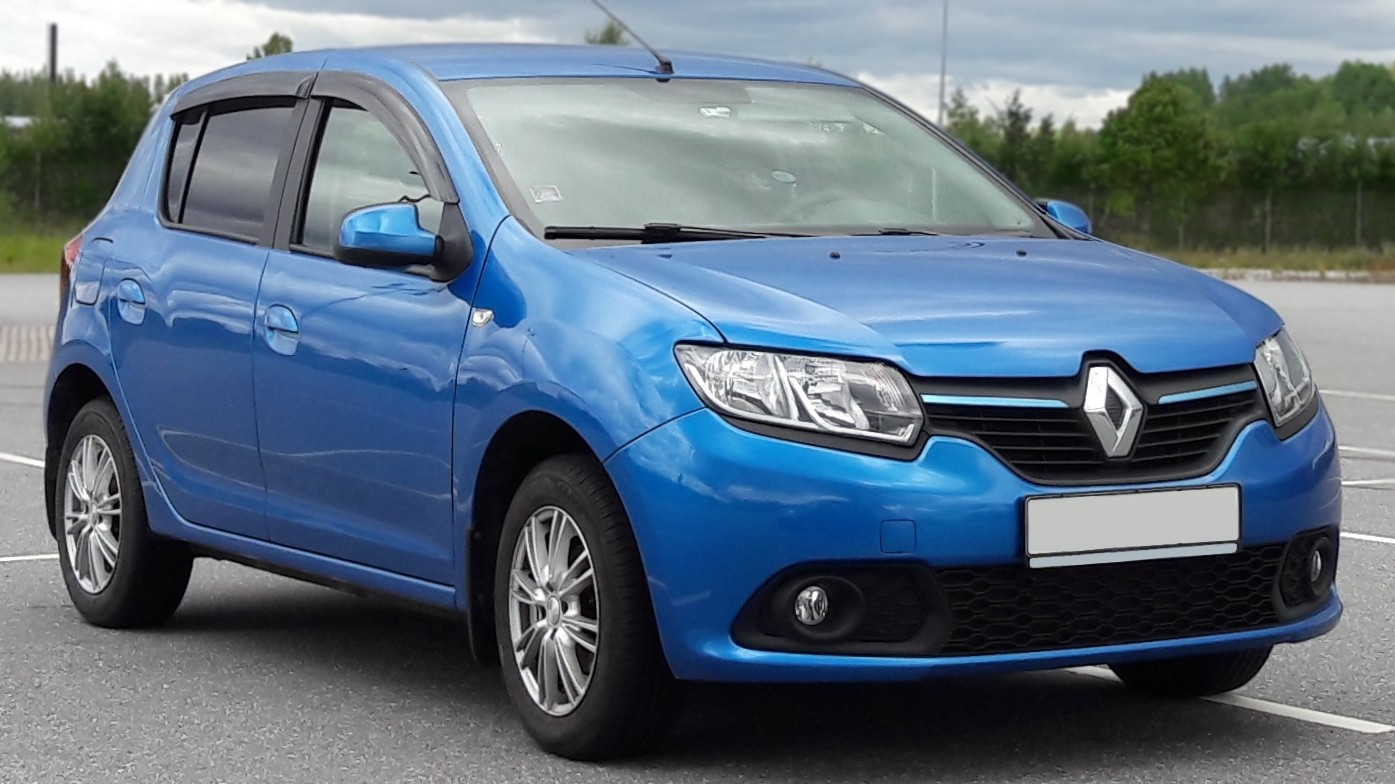
رنو ساندرو (مدل روسی، پیش از فیس‌لیفت)
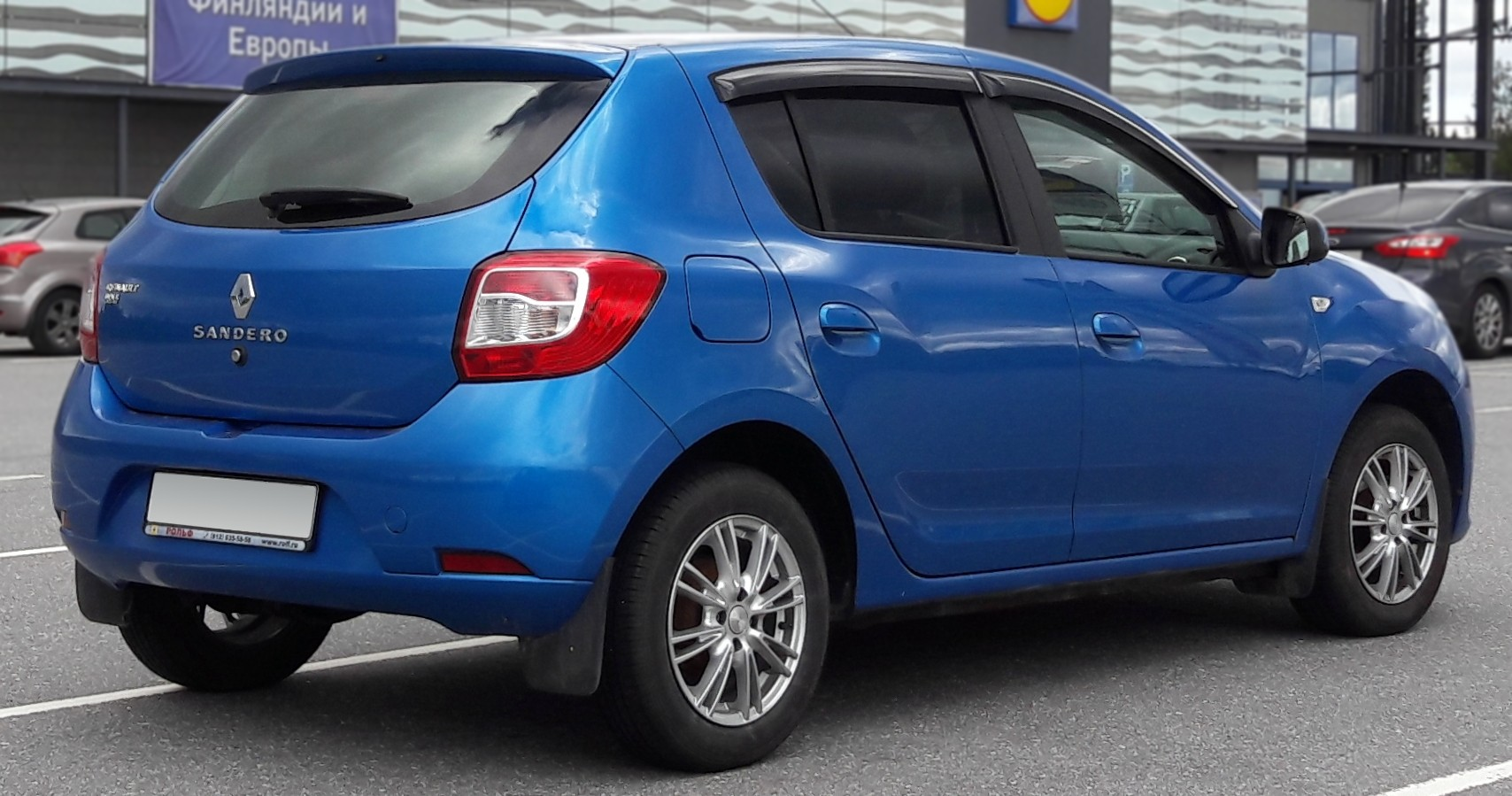
رنو ساندرو (مدل روسی، پیش از فیس‌لیفت)

### ایمنی
نسل دوم ساندرو در ماه مه سال ۲۰۱۳ مورد تست سازمان یورو ان‌سی‌ای‌پی قرار گرفت. این خودرو در مجموع امتیاز ۴ ستاره از ۵ ستاره را که شامل ۸۰٪ ایمنی برای سرنشینان، ۷۹٪ ایمنی کودکان، ۵۷٪ عابرین پیاده و ۵۵٪ در بخش ایمنی خودرو قبل از تصادف می‌شود، دریافت کرد که از نسل قبل که سه ستاره ایمنی را از همین سازمان دریافت کرده بود، بهتر بود.
- سرنشین بزرگسال:
- سرنشین کودک:
- عابر پیاده:
- ایمنی فعال:

داچیا ساندرو دارای ترمزهای دیسکی عقب اختیاری است.

### ساندرو استپ‌وی
نسخه کراس‌اوور ساندرو با نام ساندرو استپ‌وی برای نسل دوم ادامه یافت. این خودرو دارای ارتفاع بیشتر، رکاب‌های جانبی پلاستیکی با رنگ خاکستری و گلگیرها و سپرهای متقاطع مزین به پلاستیک مشکی رنگ است. این خودرو در بازارهای آمریکای جنوبی هم با برند داچیا و هم با برند رنو موجود است. از سال ۲۰۲۰، استپ‌وی به عنوان یک مدل مجزا از ساندرو در آمریکای جنوبی به بازار عرضه می‌شود.

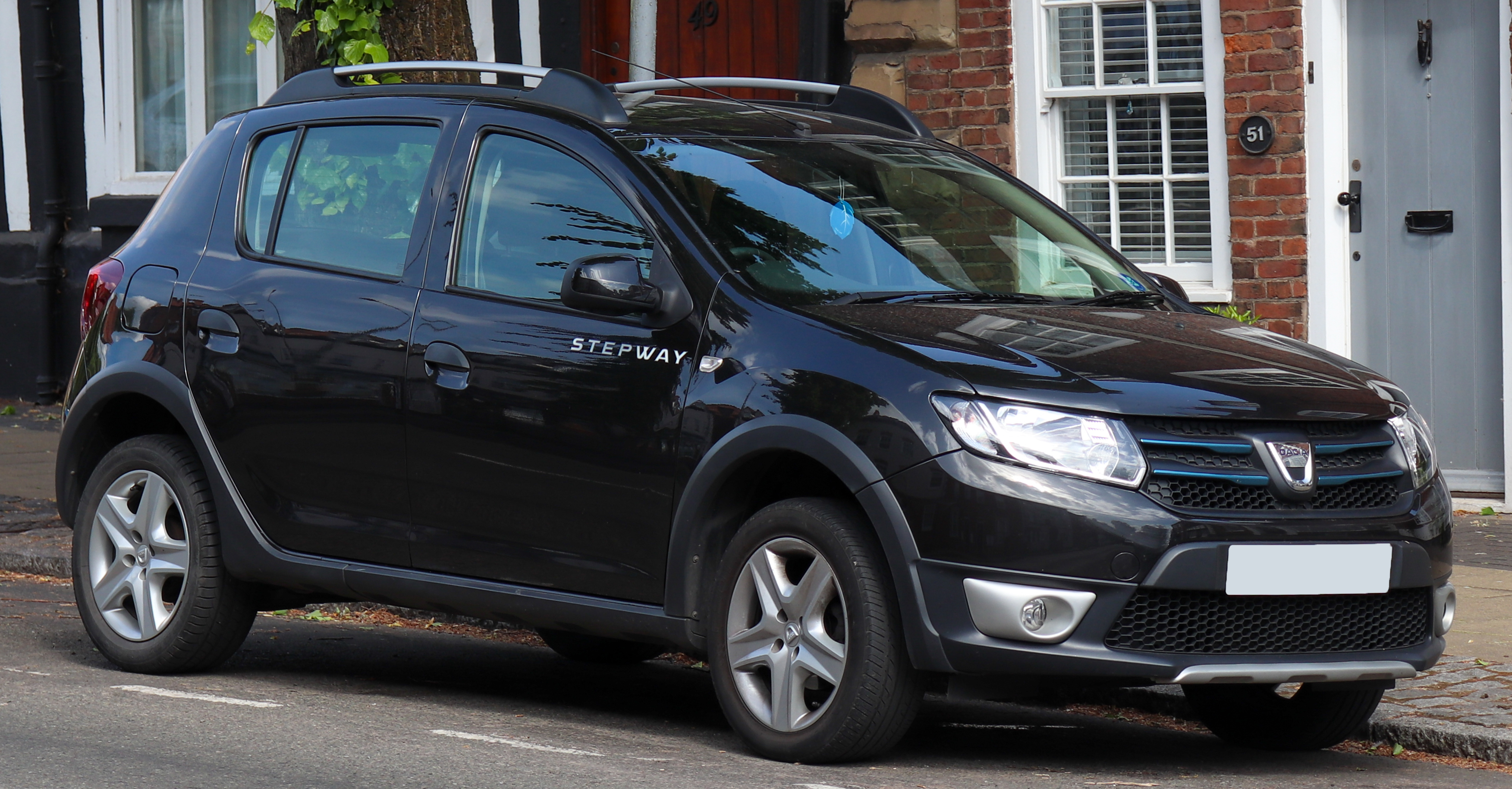
داچیا ساندرو استپ‌وی (پیش از فیس‌لیفت)
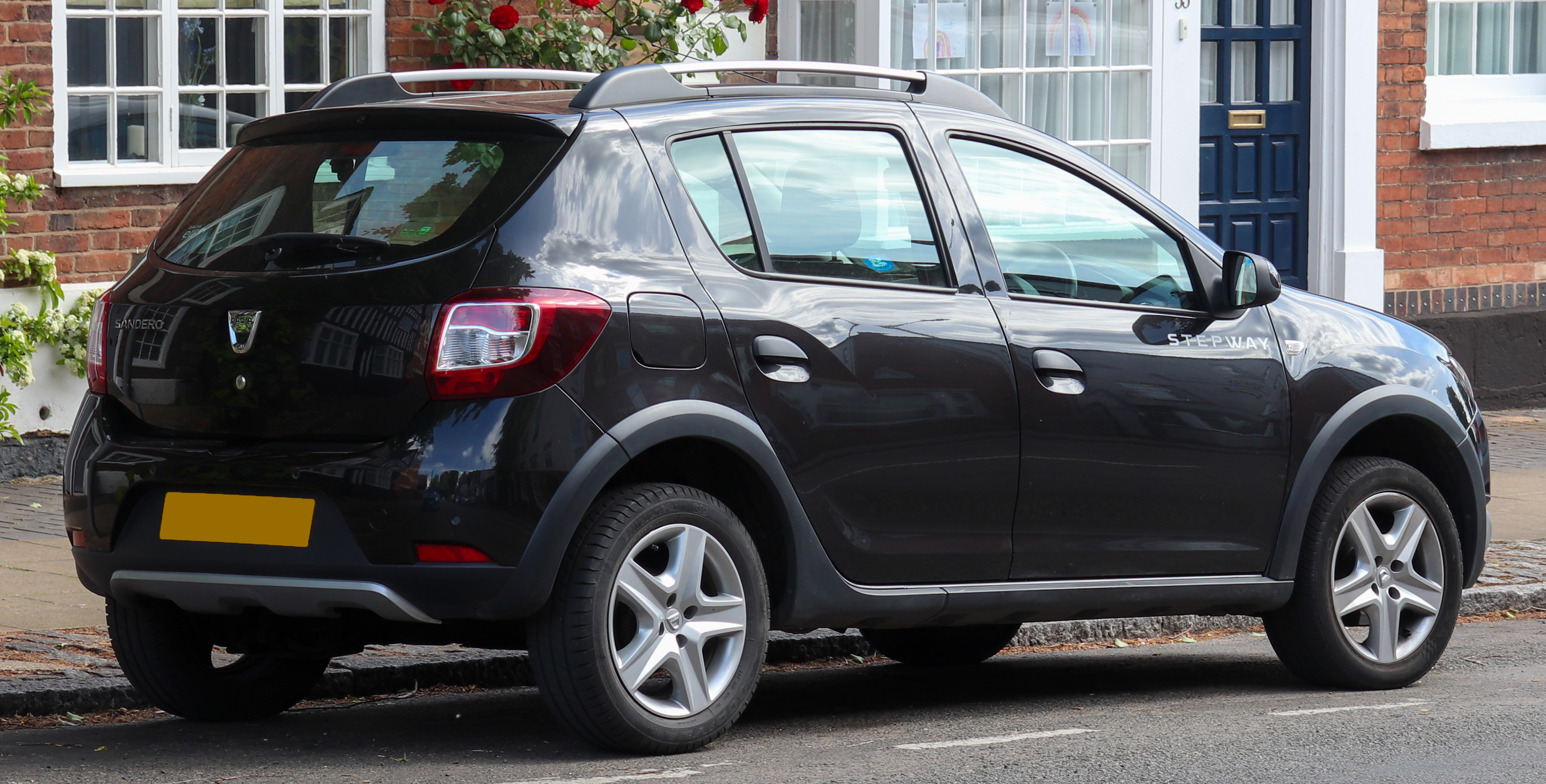
داچیا ساندرو استپ‌وی (پیش از فیس‌لیفت)
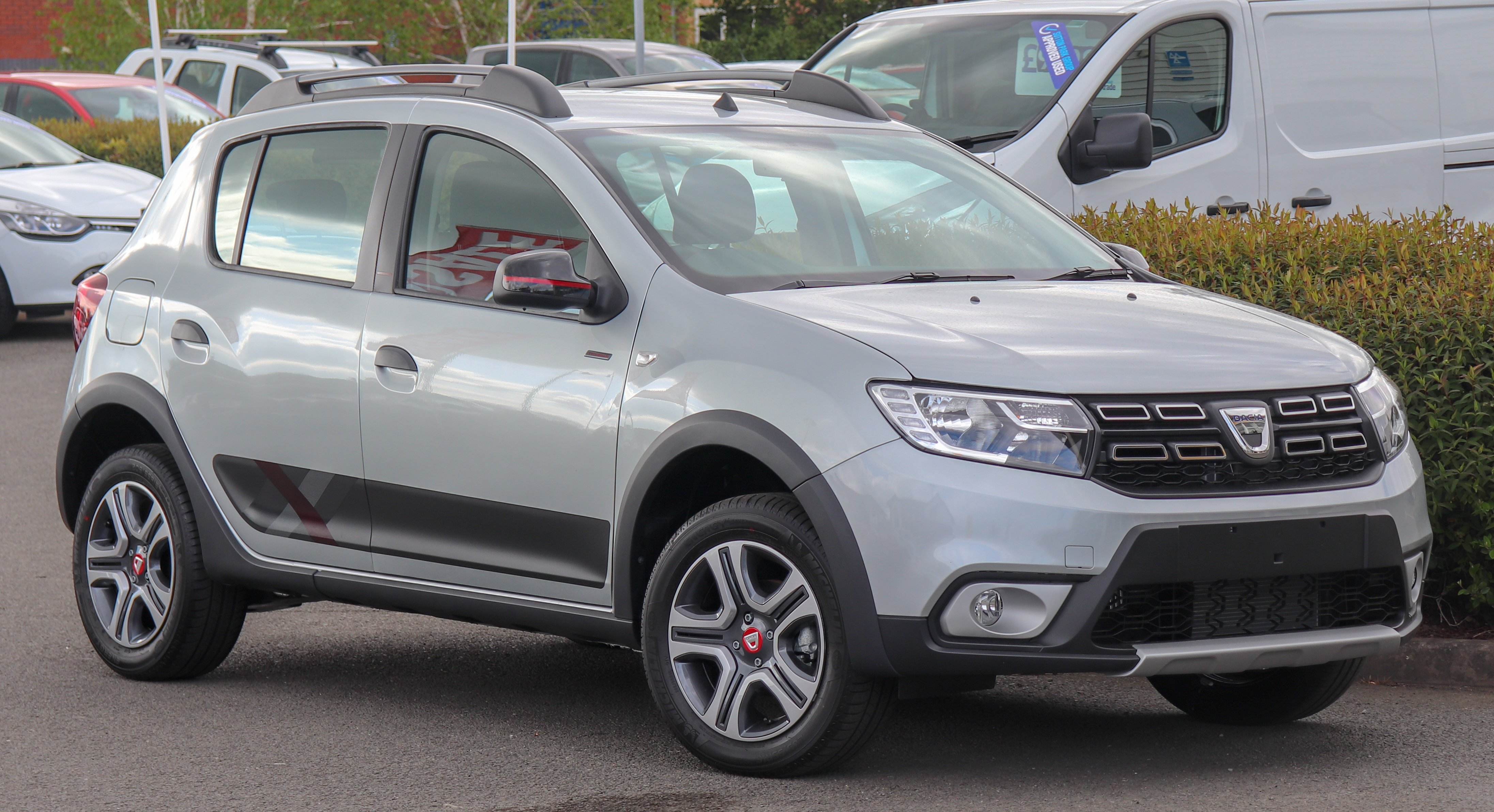
داچیا ساندرو استپ‌وی (فیس‌لیفت ۲۰۱۷)
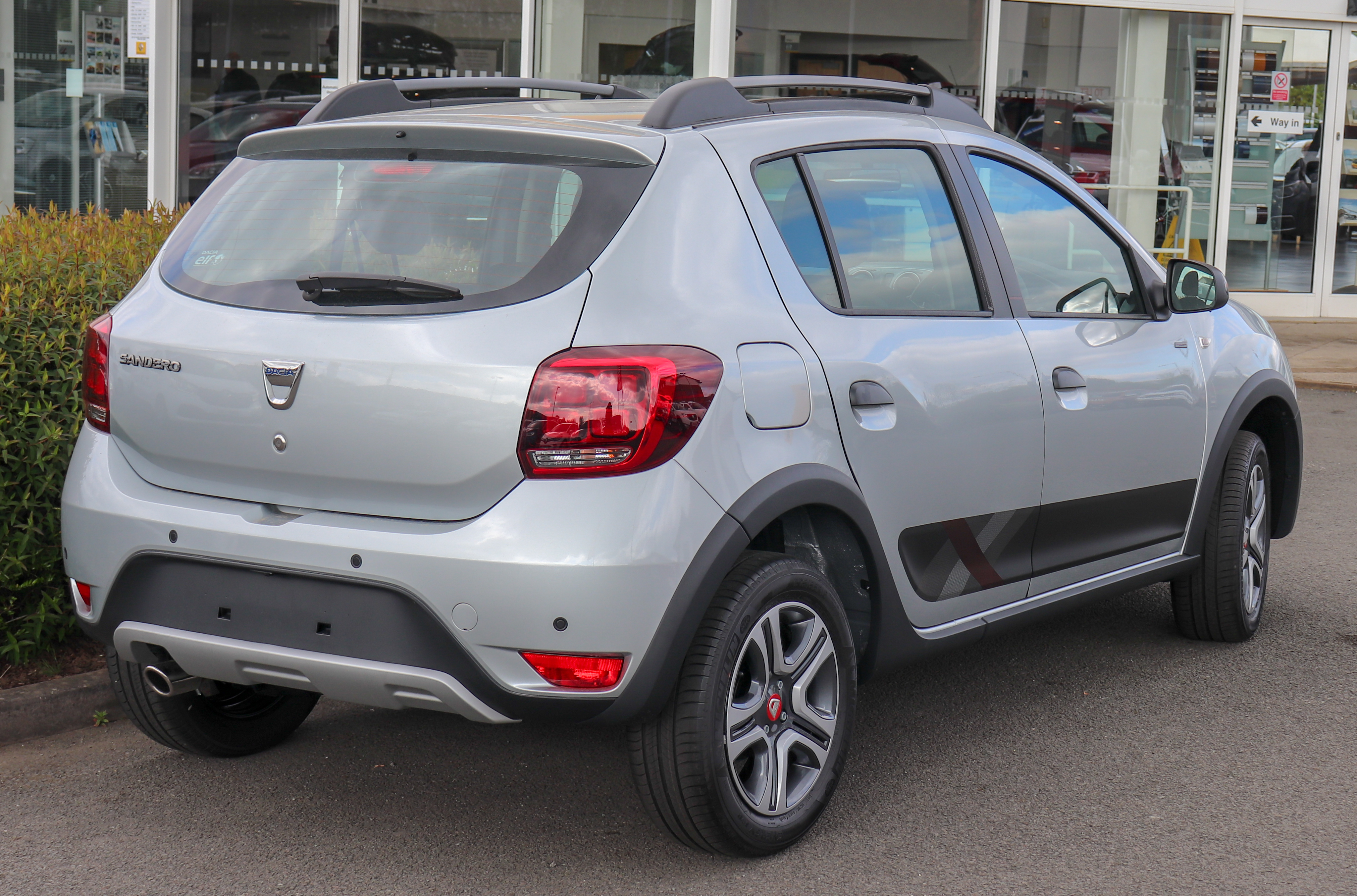
داچیا ساندرو استپ‌وی (فیس‌لیفت ۲۰۱۷)
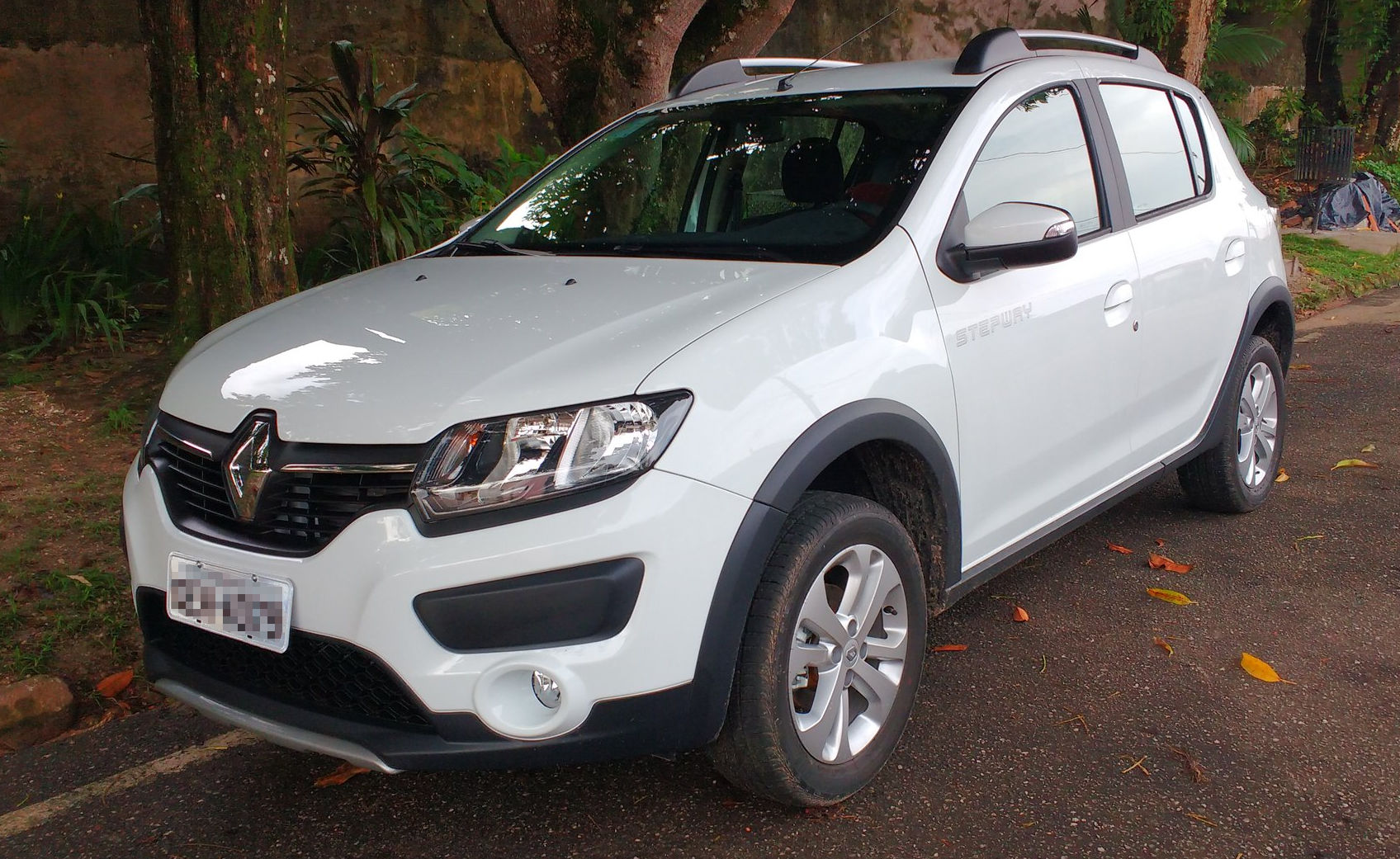
رنو ساندرو استپ‌وی (آمریکای جنوبی، پیش از فیس‌لیفت)
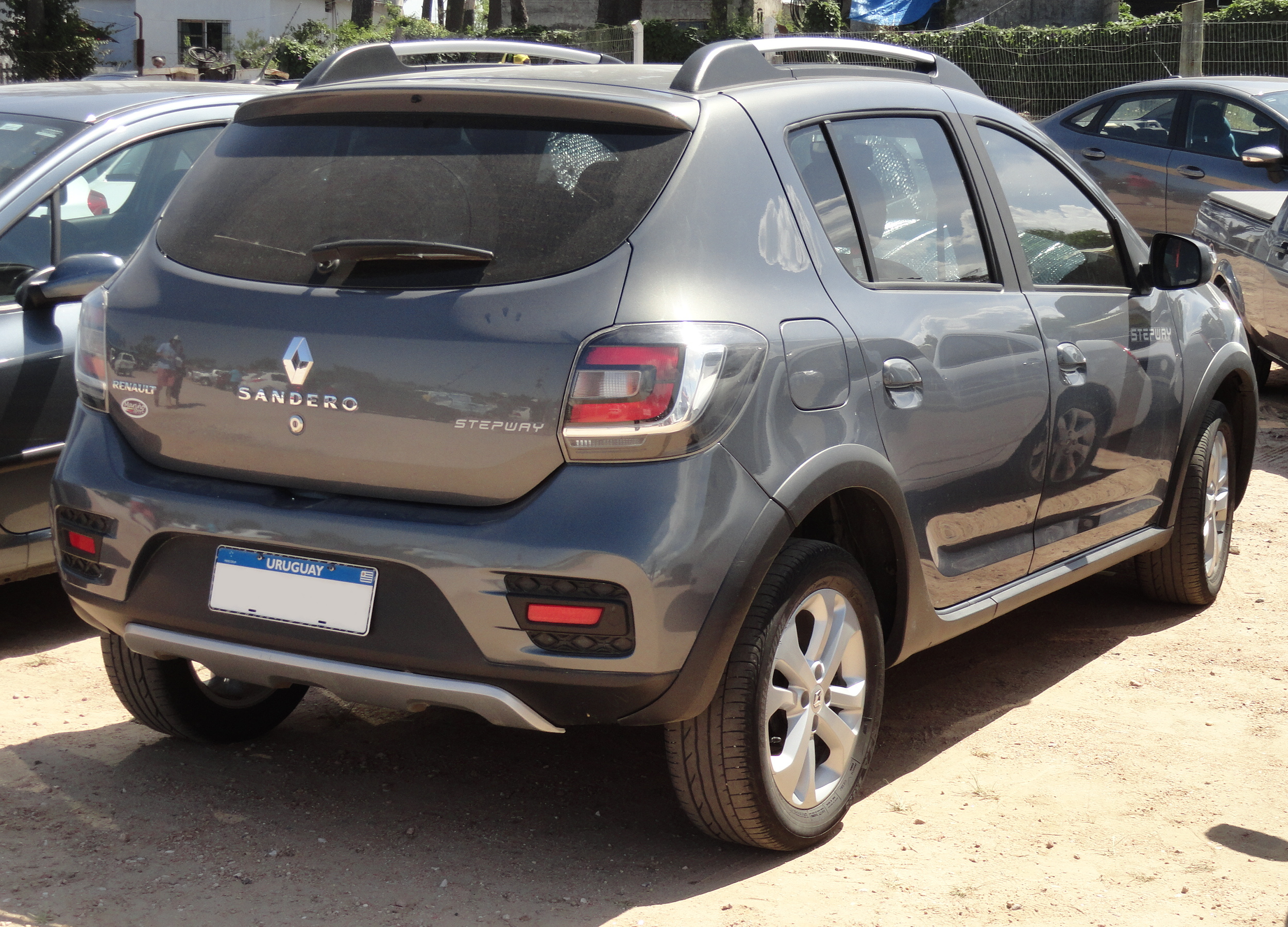
رنو ساندرو استپ‌وی (آمریکای جنوبی، پیش از فیس‌لیفت)
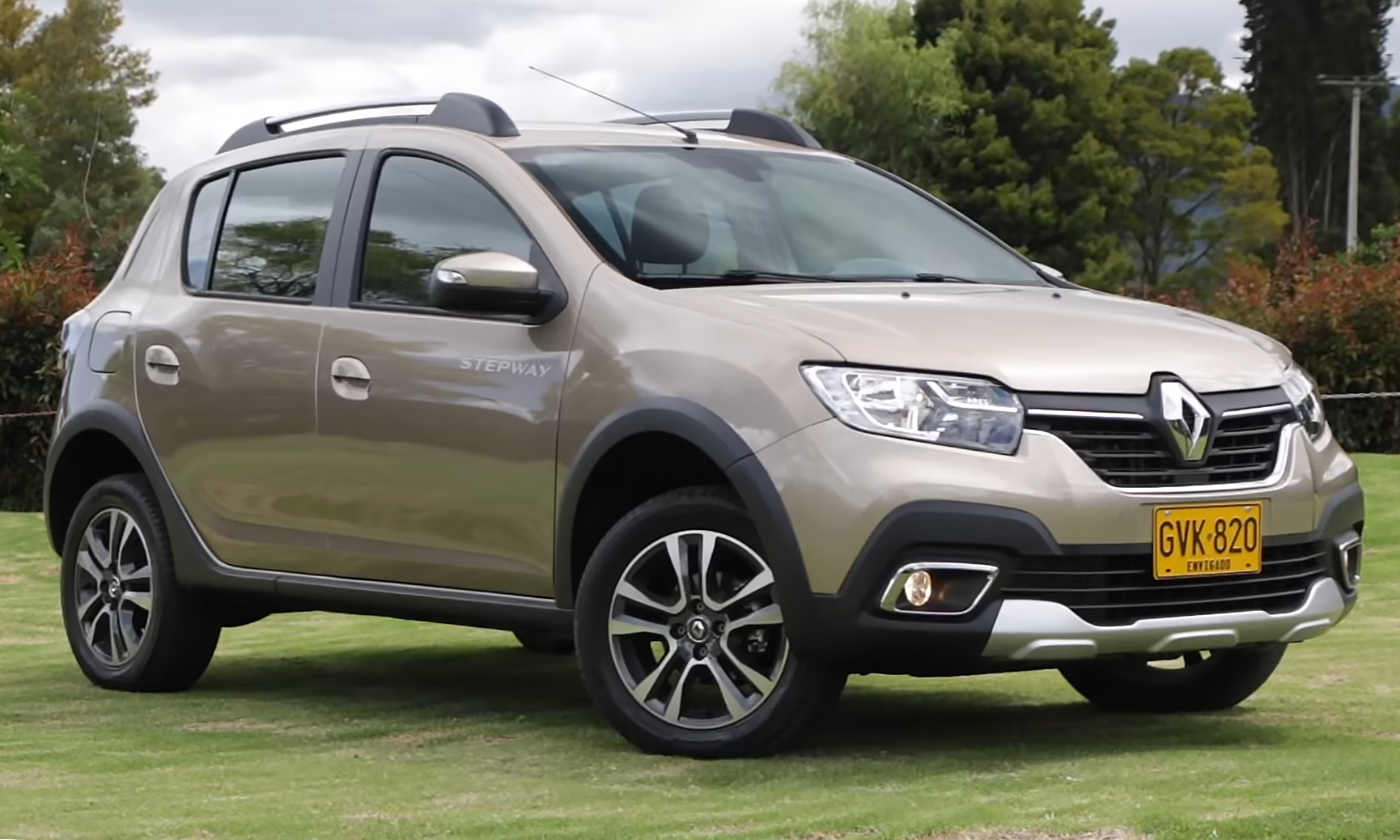
رنو ساندرو استپ‌وی (آمریکای جنوبی، فیس‌لیفت ۲۰۱۹)
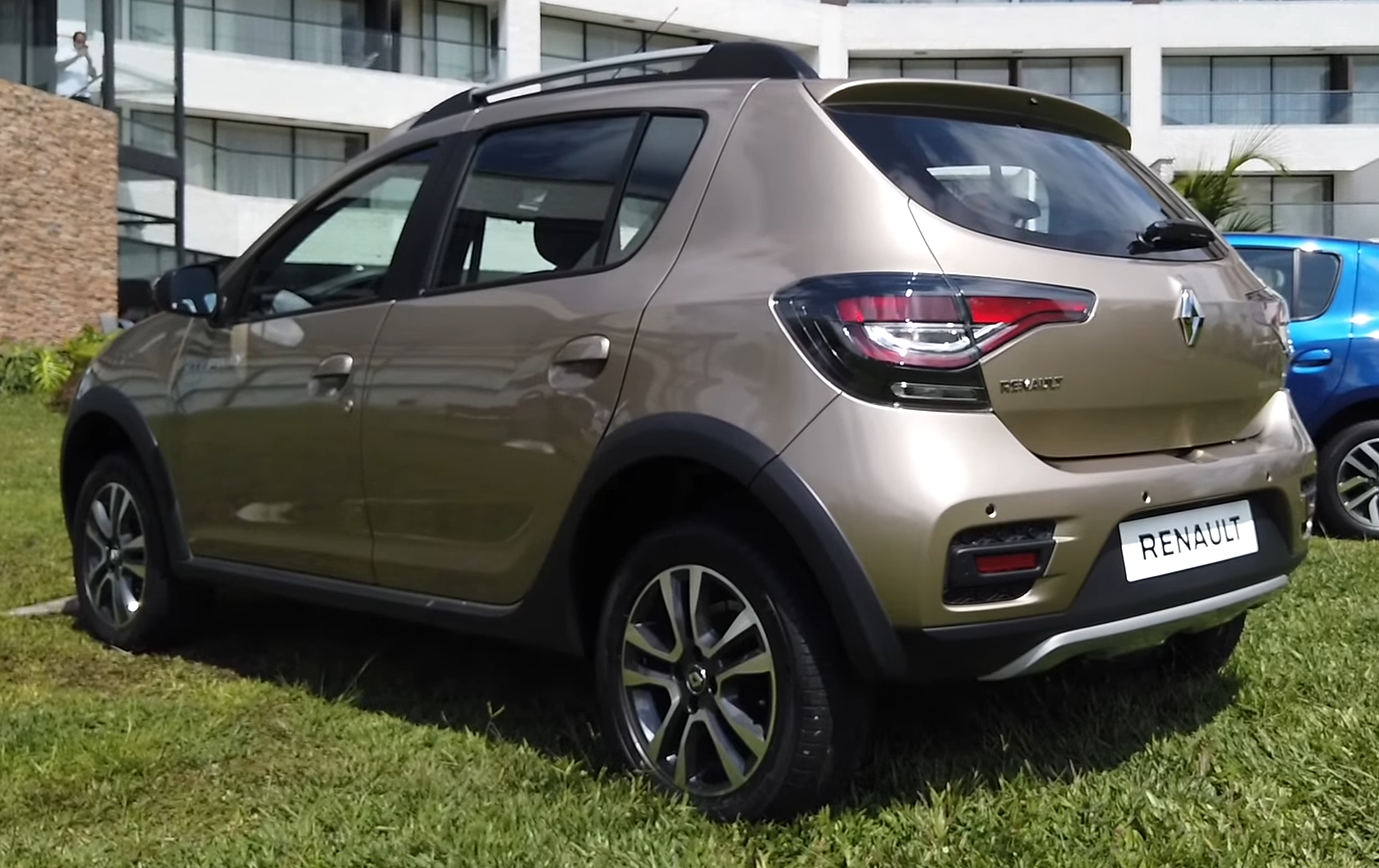
رنو ساندرو استپ‌وی (آمریکای جنوبی، فیس‌لیفت ۲۰۱۹)
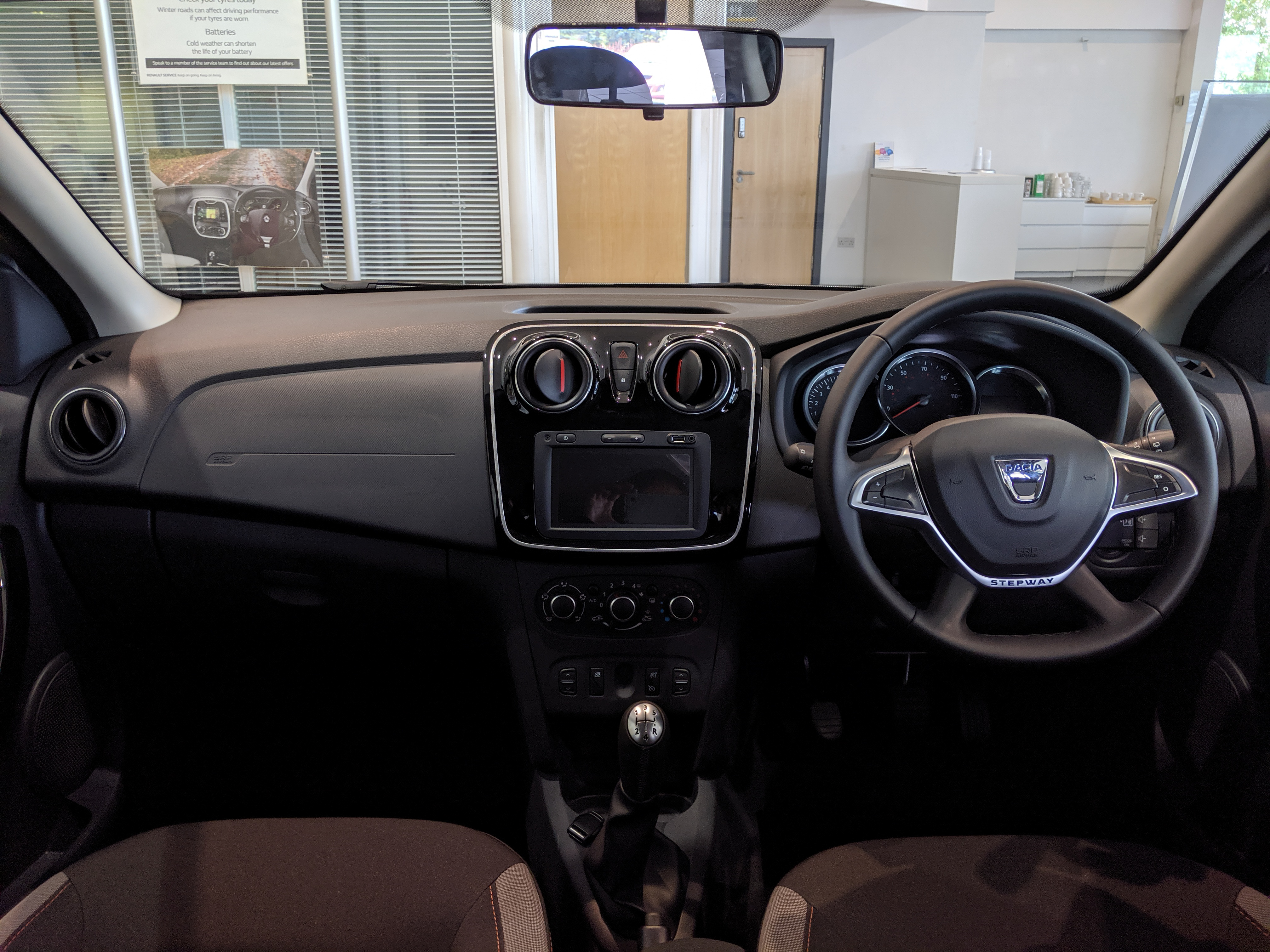
نمای داخلی (فیس‌لیفت)

### ساندرو آر.اس. ۲٫۰

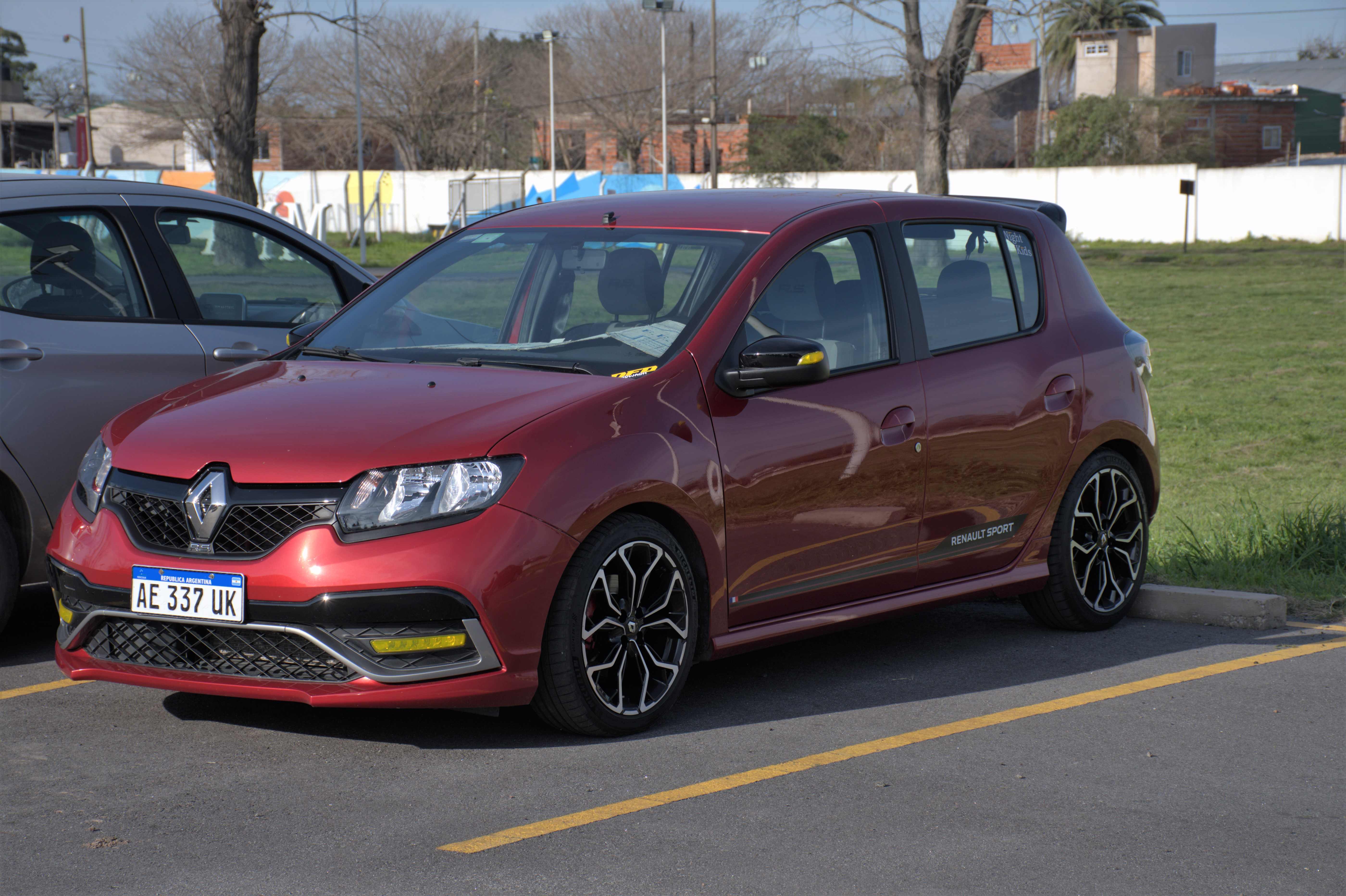
ساندرو آر.اس. ۲٫۰

در اوت ۲۰۱۴، پاتریس راتی، مدیر عامل رنو اسپورت در مصاحبه‌ای با مجله اتوکار فاش کرد که نسخه هات هاچ آر.اس. ساندرو در حال ساخت است. پس از آن مدل‌های اولیه در اوایل تا اواسط سال ۲۰۱۵ مشاهده شد. ساندرو آر.اس. اولین خودروی اسپورت رنو است که در خارج از فرانسه تولید شده است. این خودرو از موتور ۲ لیتری ۱۶ سوپاپ F4R با قدرت ۱۵۰ اسب بخار متری (۱۱۰ کیلووات) سود می‌برد و قادر است تا در مدت زمان ۸ ثانیه ۰ تا ۱۰۰ کیلومتر بر ساعت (۶۲ مایل بر ساعت) را بپیماید. این خودرو در سپتامبر ۲۰۱۵ در برزیل عرضه شد. 
ساندرو آر.اس. سه نوع حالت رانندگی دارد که به‌طور مستقیم بر عملکرد ECU آن تاثیر دارد: معمولی، اسپرت و اسپرت پلاس. از دیگر امکانات این خودرو می‌توان به ترمز دیسکی چهار چرخ با ABS، یک فرمان برگرفته از کلیو آراس، کنترل پایداری الکترونیکی و گیربکس شش سرعته دستی.
این خودرو بعدتر و در ۲۱ اکتبر ۲۰۱۹ وارد بازار مکزیک شد.
عرضه ساندرو آر.اس. در پایان سال ۲۰۲۱ به دلیل استانداردهای آلایندگی برزیل متوقف شد.

### فیس‌لیفت
ساندروی اصلاح شده در نوامبر ۲۰۱۶ و در جریان نمایشگاه خودروی پاریس ۲۰۱۶ معرفی شد. در نمای بیرونی، مدل فیس‌لیفت شده با چراغ‌های دی‌لایت LED و چراغ‌های عقب تغییر یافته نسبت به مدل قدیمی قابل تشخیص است. داچیا همچنین محدوده موتورهای خود را با یک موتور بنزینی ۱٫۰ لیتری ۳ سیلندر که برای تیپ‌های پایه در دسترس است به‌روزرسانی کرده است. این موتور جایگزین موتور قدیمی ۱٫۲ لیتری شد.
در ژوئیه ۲۰۱۹ فیس‌لیفت دیگری برای ساندرو معرفی شد که اعلام شد مختص مدل تولیدی در برزیل است. در این فیس‌لیفت بخش جلویی کمی اصلاح شده و قسمت عقبی تغییرات قابل توجهی را متحمل شده است. در حالی که ظاهر قسمت جلویی با رنو ساندروی فیس‌لیفت شده رومانیایی یا مراکشی که در مناطق خارج از آمریکای لاتین فروخته می‌شود یکسان است؛ قسمت عقب به طور کلی با چراغ‌های عقبی که بر روی در عقب امتداد یافته‌اند دگرگون شده است. ساندروی عادی با این فیس در مکزیک عرضه نشد و با هاچ‌بک کوئید جایگزین شد. بنابراین در این کشور فقط نسخه‌های استپ‌وی و آر.اس. ساندرو به فروش می‌رسند.

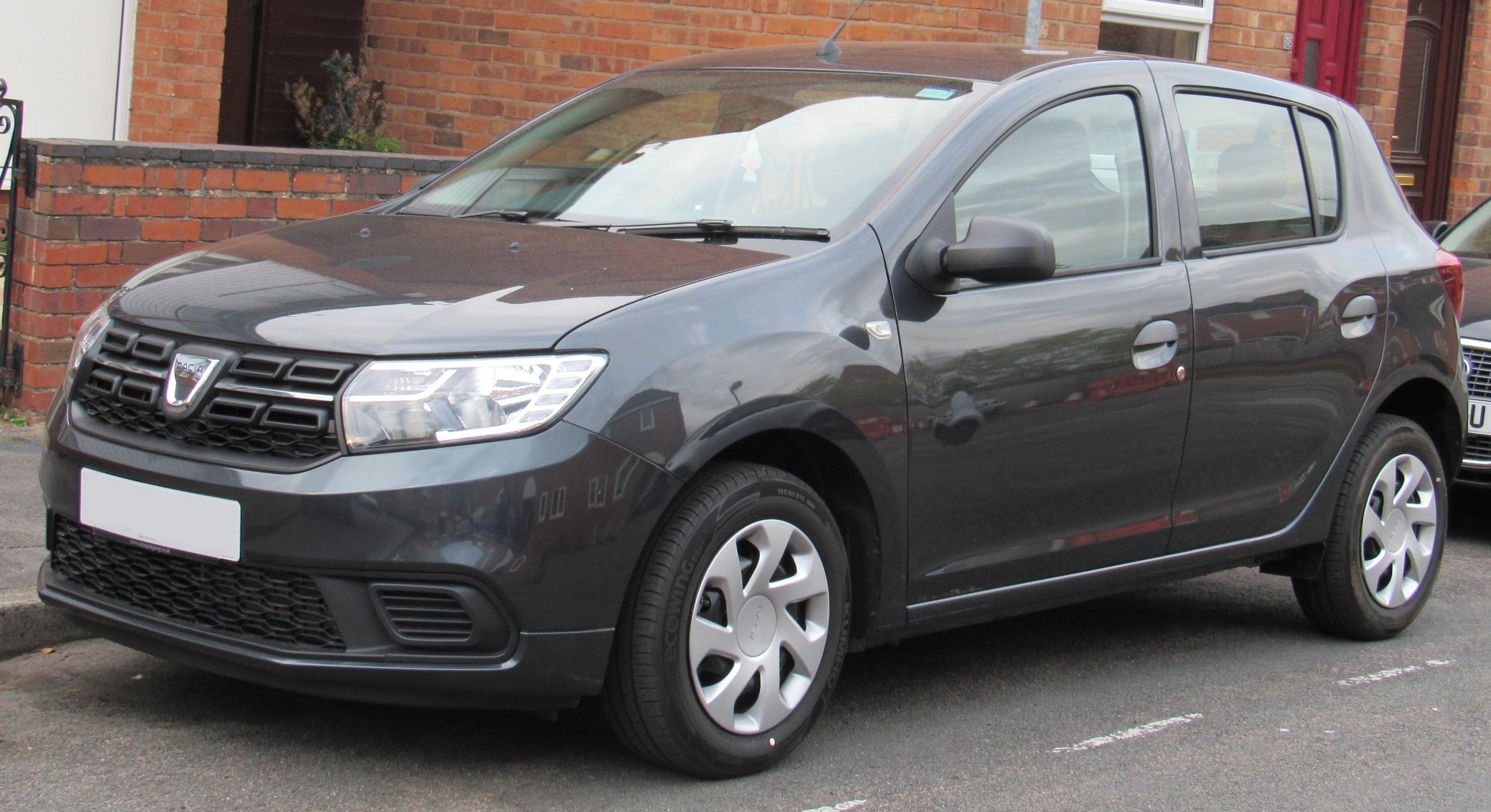
داچیا ساندرو (فیس‌لیفت ۲۰۱۶)
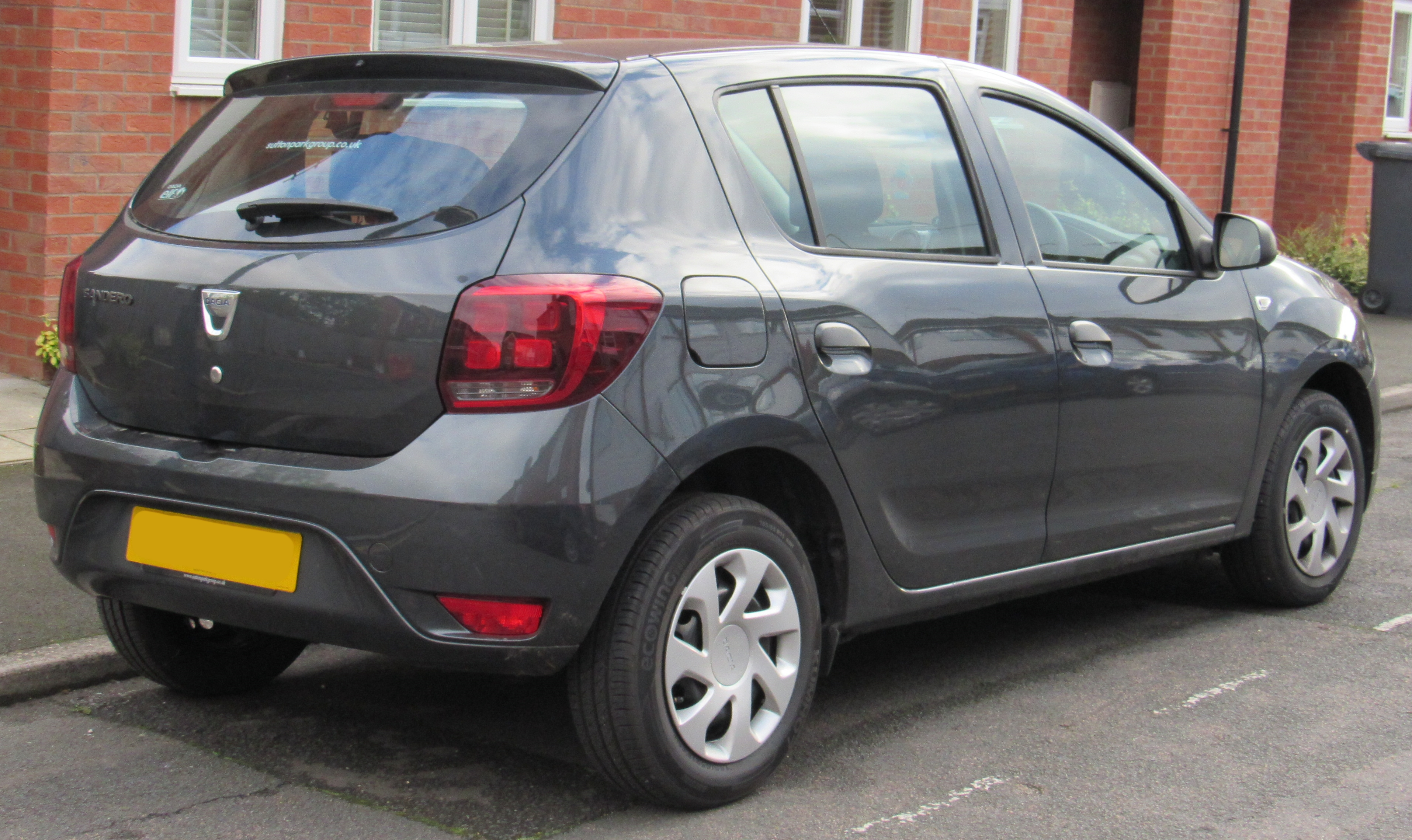
داچیا ساندرو (فیس‌لیفت ۲۰۱۶)
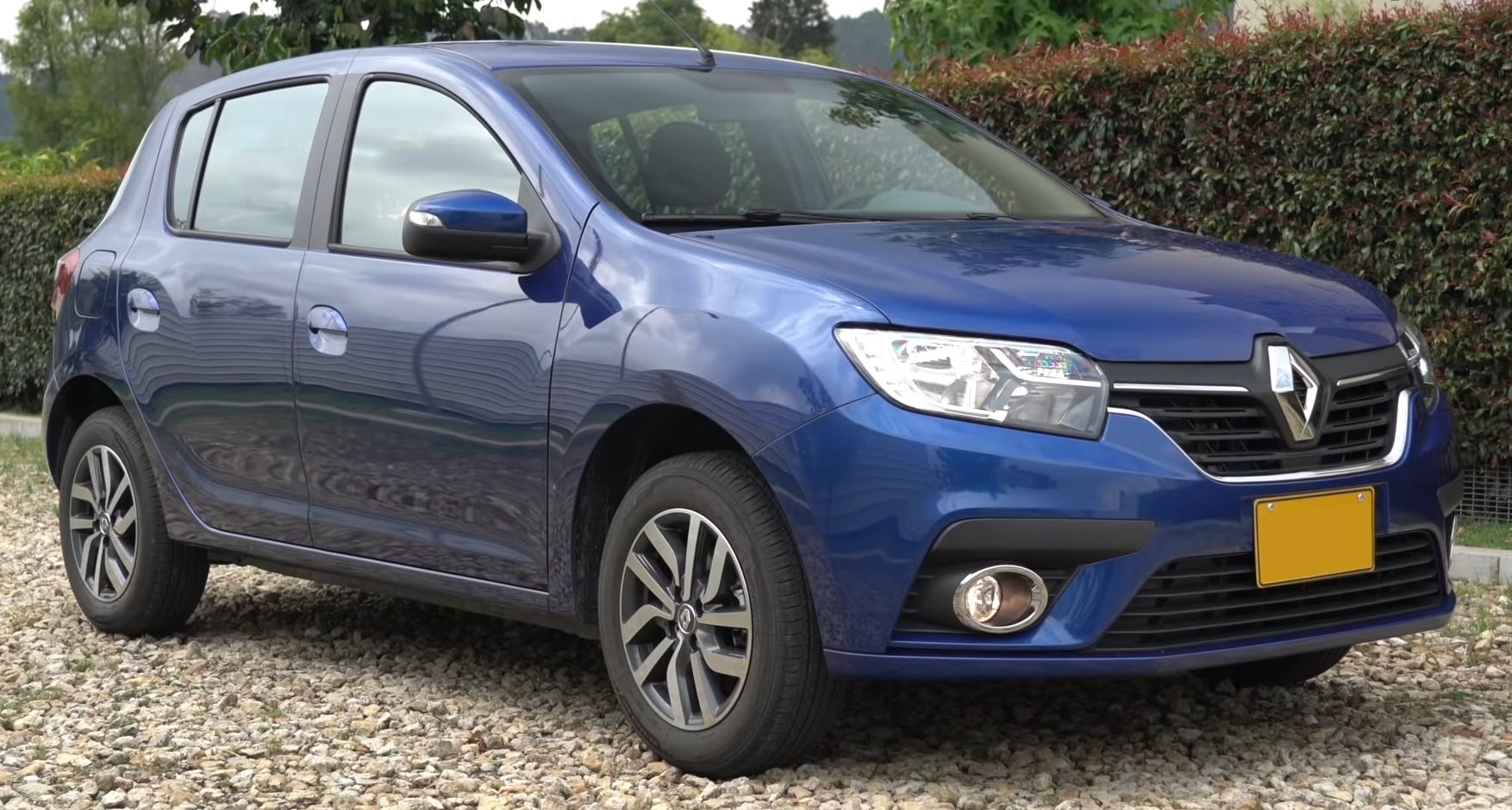
رنو ساندرو (آمریکای جنوبی، فیس‌لیفت ۲۰۱۹)
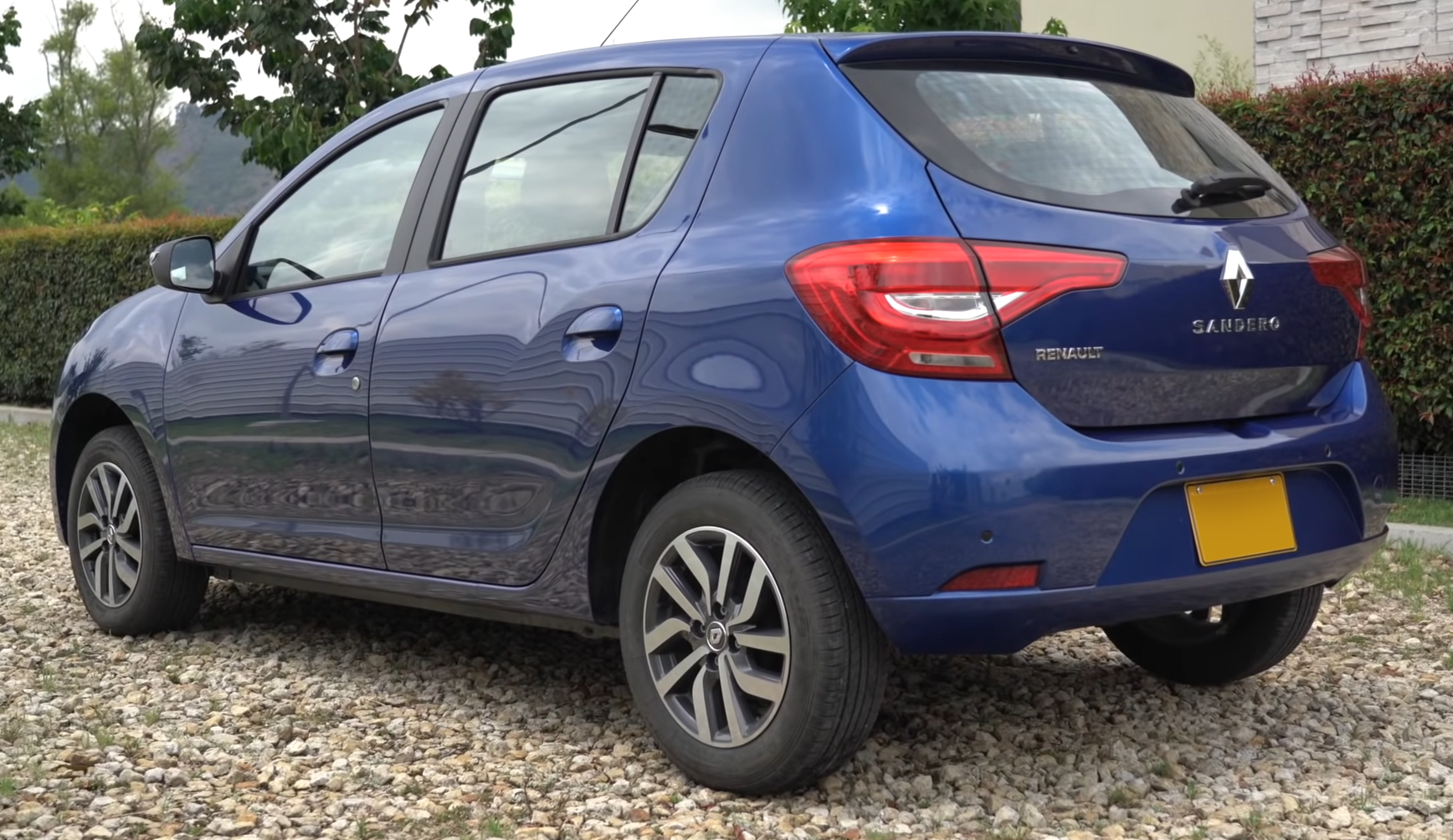
رنو ساندرو (آمریکای جنوبی، فیس‌لیفت ۲۰۱۹)

## نسل سوم (DJF/BJI cross)

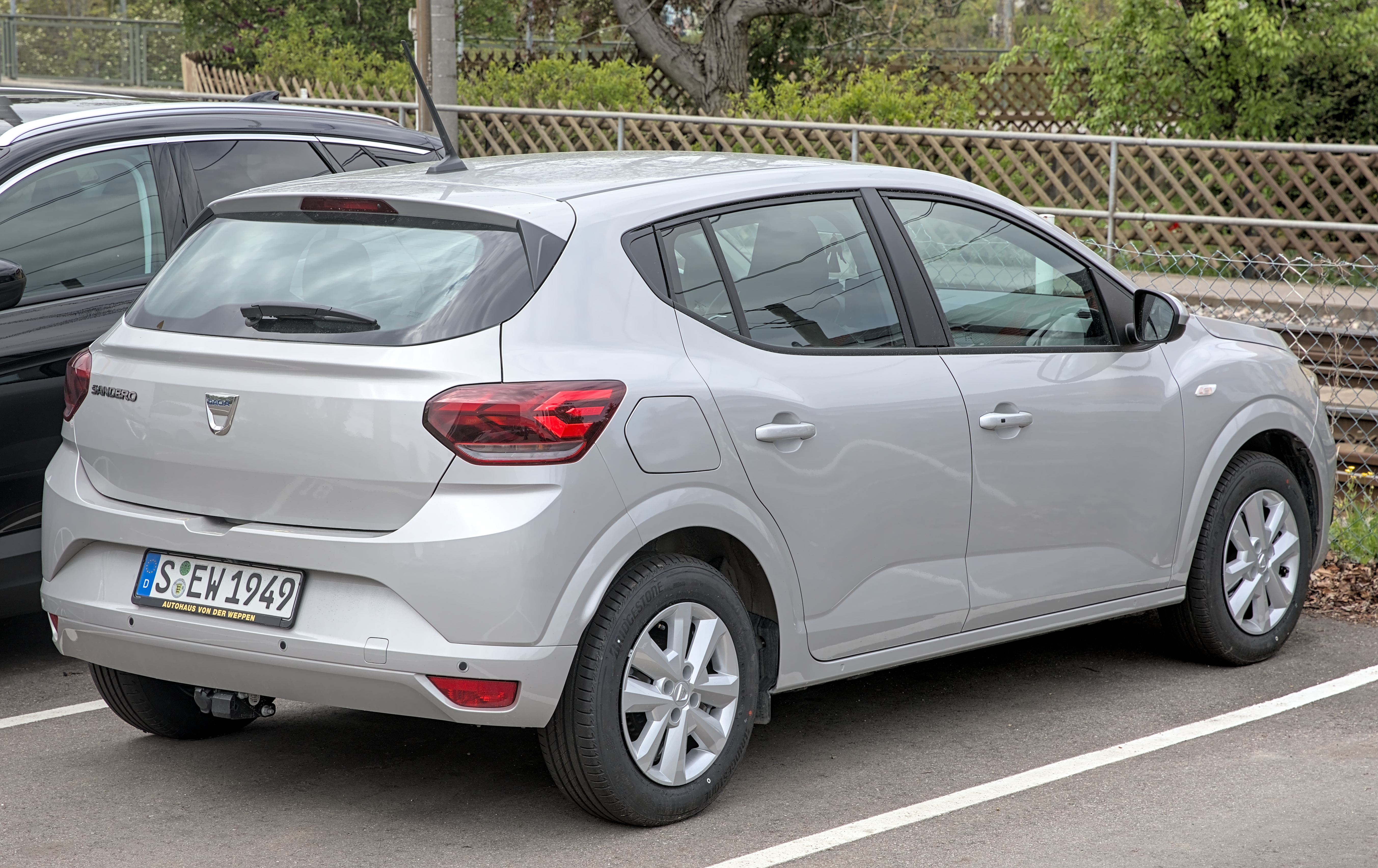
نمای پشت ساندرو نسل سه

نسل سوم داچیا ساندرو و داچیا ساندرو استپ‌وی در کنار داچیا لوگان ۳ در ۲۹ سپتامبر ۲۰۲۰ رونمایی شد. این خودرو از پلتفرم رنو کلیو ۵ بهره می‌برد.
در ژوئن ۲۰۲۲، ساندرو در کنار سایر خودروهای داچیا کمی تغییر شکل داد و با لوگوی جدید این برند روانه بازار شد. برای تطبیق با لوگوی جدید، جلوپنجره بازطراحی شده و فرمان نیز کمی تغییر یافته است.

### مشخصات فنی
نسل سوم ساندرو تنها با موتورهای سه سیلندر خطی عرضه می‌شود. اولین موتور ۱ لیتر است و ۶۵ اسب بخار قدرت تولید می‌کند و با گیربکس ۵ دنده دستی عرضه می‌شود. دومین موتور یک موتور ۱ لیتری مجهز به توربوشارژر است که ۹۰ اسب بخار قدرت تولید می‌کند. این موتور با یک گیربکس ۶ سرعته دستی یا یک جعبه‌دنده متغیر پیوسته عرضه می‌شود. قوی‌ترین موتور این خودرو یک موتور ۱ لیتری است که ۱۰۰ اسب بخار قدرت تولید می‌کند. این موتور با گیربکس ۶ سرعته دستی عرضه می‌شود.

### ایمنی
داچیا ساندرو دارای ترمزهای دیسکی عقب اختیاری است. نسل سوم ساندرو در سال ۲۰۲۱ مورد تست سازمان یورو ان‌سی‌ای‌پی قرار گرفت. این خودرو در مجموع امتیاز ۲ ستاره از ۵ ستاره را دریافت کرد.

### تجهیزات
مدل‌های ارزان‌تر یک سیستم چندرسانه‌ای با نام «کنترل رسانه» دارند که از گوشی هوشمند پشتیبانی می‌کند، اما مدل‌های گران‌تر یک نمایشگر ۸ اینچی لمسی دارند که از اندروید اوتو و کارپلی پشتیبانی می‌کند.
از دیگر امکانات این خودرو می‌توان به فرمان برقی، چراغ‌های LED، ترمز کمکی اضطراری، هشدار نقطه کور، کمک پارک (با استفاده از سنسورهای جلو و عقب، دوربین جلو و عقب)، ورود به خودرو بدون کلید، ترمز پارک خودکار، برف پاک‌کن خودکار، بازشدن خودکار در صندوق عقب و شیشه‌های برقی اشاره کرد که بسته به بازار عرضه به‌عنوان امکانات پیش‌فرض یا آپشن بر روی خودرو قرار می‌گیرند.

### ساندرو استپ‌وی
نسخه کراس‌اوور ساندرو با نام ساندرو استپ‌وی برای نسل سوم ادامه یافت. موتور TCe 110 از داچیا جوجر نیز به طور انحصاری در ساندرو استپ‌وی موجود است.

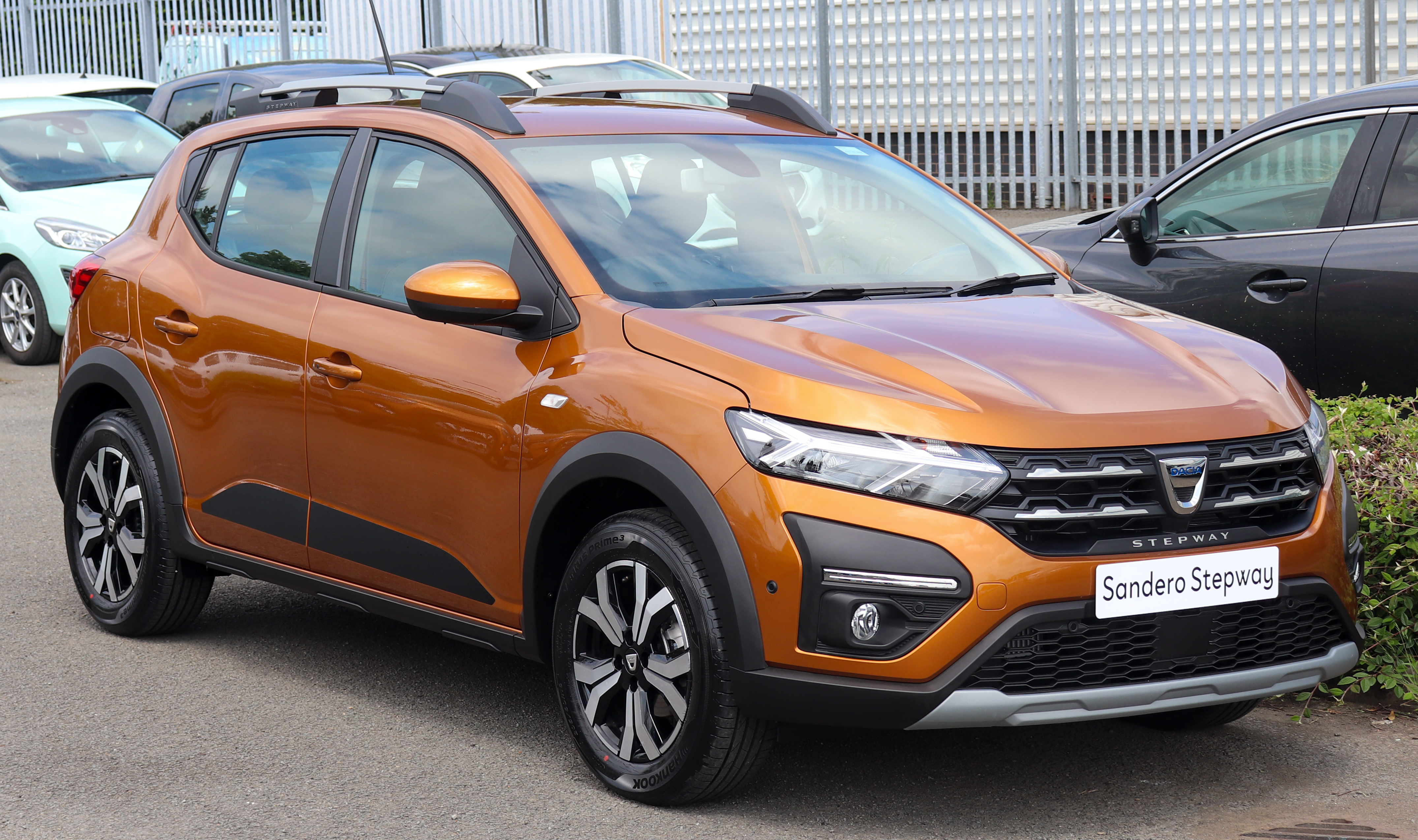
داچیا ساندرو استپ‌وی
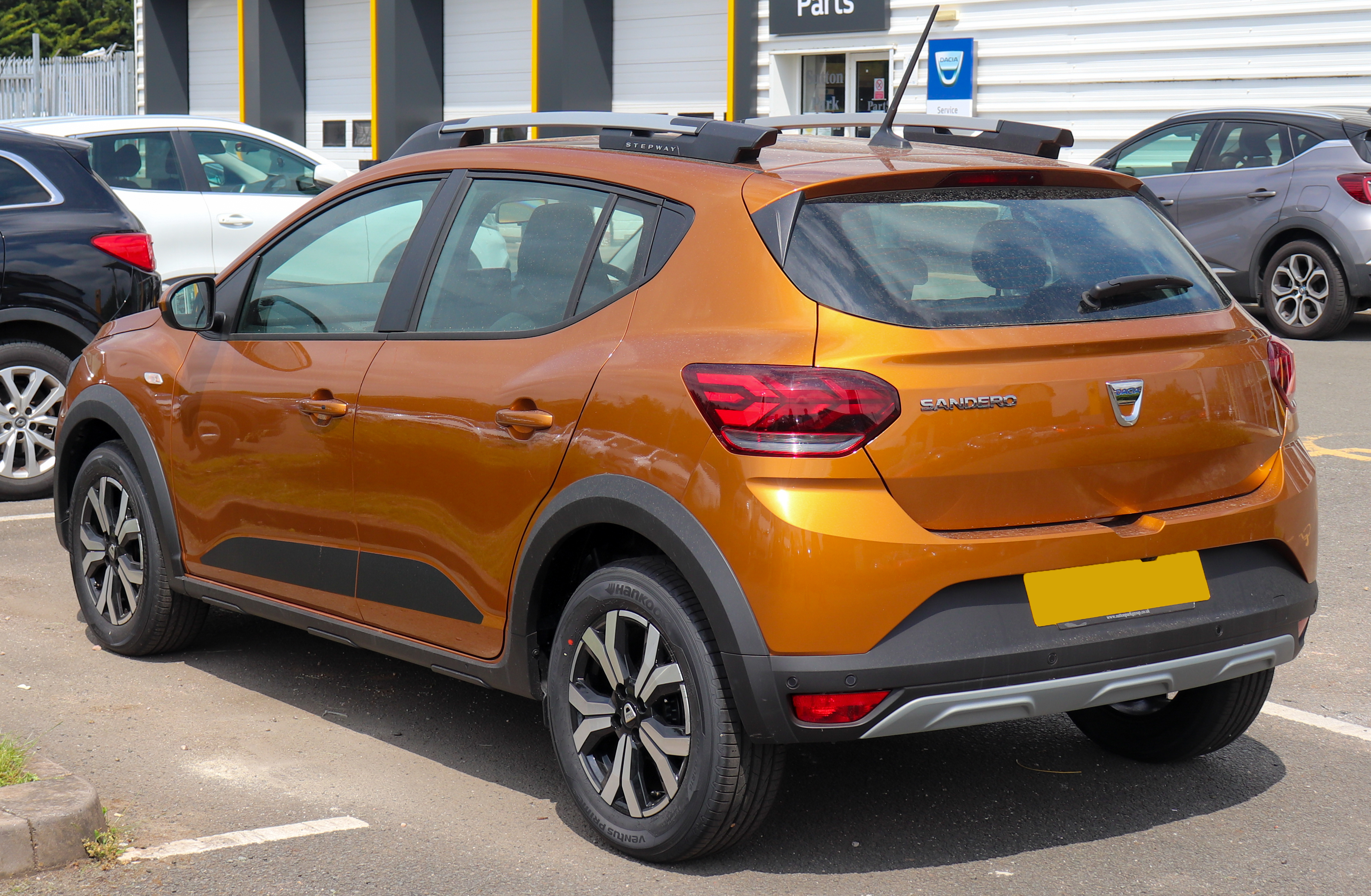
داچیا ساندرو استپ‌وی

## تخت‌گاز
ساندرو محور یک شوخی در برنامه تلویزیونی بریتانیایی تخت‌گاز بود. در سری ۱۱ و سری ۱۲ و پس از اینکه داچیا یک کیت مطبوعاتی برای برنامه فرستاد، جیمز می اغلب فریاد می‌زد "خبر خوب!" و در طول بخش خبری برنامه، واقعیتی را در مورد ساندرو توضیح می‌داد، که جرمی کلارکسون قبل از تغییر ناگهانی موضوع به او پاسخ می‌داد: "عالی!".
این شوخی همچنین در کتاب بزرگ تخت‌گاز با صفحه‌ای که در آن نوشته بود "خبر خوب! داچیا ساندرو در این کتاب است!" نیز وجود داشت. در قسمت‌های بعدی، مجریان طرف شوخی را عوض کردند و این کلارکسون بود که اخباری در مورد ساندرو مطرح می‌کرد و می آن را کنار می‌زد. در اولین قسمت از سری ۱۳، وقتی می گفت که "خبر خوب" دارد، کلارکسون بلافاصله پرسید "آیا این داچیا ساندرو است؟"، و می که به ظاهر گیج شده بود، به او پاسخ داد: "نه...".
در سری ۱۴، کلارکسون در جریان بازدید از رومانی، یک ساندرو کارکرده را به عنوان هدیه برای می خرید. پس از بازگشت از یک بررسی، می ماشین را پشت یک کامیون خالی پارک کرد و خارج شد. در حالی که می ماشین را برای همکارانش توصیف می‌کرد، کامیون دنده عقب گرفت و به ساندرو خورد و به سمت شاگرد آسیب رساند. 
این شوخی در سری ۱۵ ادامه یافت، ولی به داچیا داستر اشاره داشت. همچنین در سری ۱۸، زمانی که می داچیا لاجی جدید را معرفی کرد نیز این شوخی صورت گرفت. این شوخی در قسمت اول و سوم سری ۱۹ و همچنین قسمت دوم و پنجم سری ۲۰ نیز انجام شد.
نسل دوم ساندرو در کنار فورد فیستا و فولکس‌واگن آپ! در سری ۲۱ به عنوان بخشی از چالش خودروهای ۱ لیتری سه سیلندر حاضر شد. این چالش در حالی توسط کلارکسون (آپ!) و می (ساندرو) به پایان رسید که مجبور شدند به شهر متروکه پریپیات بروند، در حالی که سوخت فیستای هموند قبلاً تمام شده بود. ساندرو تنها خودرویی بود که توانست به عقب برگردد و تمام چالش‌ها را تکمیل کند. (از لحاظ فنی، چالش تمام شدن سوخت قبل از رسیدن به پریپیات بود، بنابراین هموند در فیستای خود در چالش آخر موفق بود.) می به تفاوت قیمت زیاد فیستا و ساندرو اشاره کرد و بیان کرد که حتی در صورتی که خودرویش را از دست بدهد و مجبور شود یکی دیگر بخرد مبلغ کمتری نسبت به هموند پرداخته است.
علی‌رغم ماهیت طنز و طعنه‌آمیز این بخش تکراری، می اظهار کرده است که واقعا به ساندرو علاقه دارد. طبق ادعای برخی منابع، نسل دوم آن قرار بود به خودروی نه‌چندان گران‌قیمت تخت‌گاز تبدیل شود؛ اما به دلیل تأخیر در عرضه آن به بریتانیا اینگونه نشد.

## آمار فروش
| سال  | اروپا   | برزیل   | کلمبیا | مکزیک  | مکزیک  | مکزیک  |
| سال  | اروپا   | برزیل   | کلمبیا | ساندرو | استپ‌وی | آر.اس. |
| ---- | ------- | ------- | ------ | ------ | ------ | ------ |
| 2008 | 25,947  | 39,631  |        |        |        |        |
| 2009 | 138,179 | 49,381  |        |        |        |        |
| 2010 | 138,014 | 68,812  |        | 5,238  | 3,741  |        |
| 2011 | 71,647  | 81,782  |        | 3,496  | 4,444  |        |
| 2012 | 73,515  | 98,453  |        | 1,320  | 3,373  |        |
| 2013 | 121,169 | 102,520 |        | 726    | 2,597  |        |
| 2014 | 138,709 | 95,385  |        | 730    | 3,044  |        |
| 2015 | 147,497 | 77,838  |        | 642    | 2,701  |        |
| 2016 | 167,766 | 63,232  |        | 2,444  | 3,783  | 246    |
| 2017 | 194,996 | 67,352  |        | 1,331  | 4,853  | 70     |
| 2018 | 211,680 | 52,406  |        | 424    | 2,981  |        |
| 2019 | 223,186 | 50,303  |        |        | 2,981  | 52     |
| 2020 | 167,032 | 26,347  |        |        | 2,065  | 96     |
| 2021 | 193,486 | 12,443  |        |        |        |        |
| 2022 |         | 10,628  | 15,667 |        |        |        |